# Liste der Straßennamen von Wien/Hernals
Liste der Straßen, Gassen und Plätze des 17. Wiener Gemeindebezirks Hernals.
| Historische Straßennamen – Literatur – Weblinks |

## A

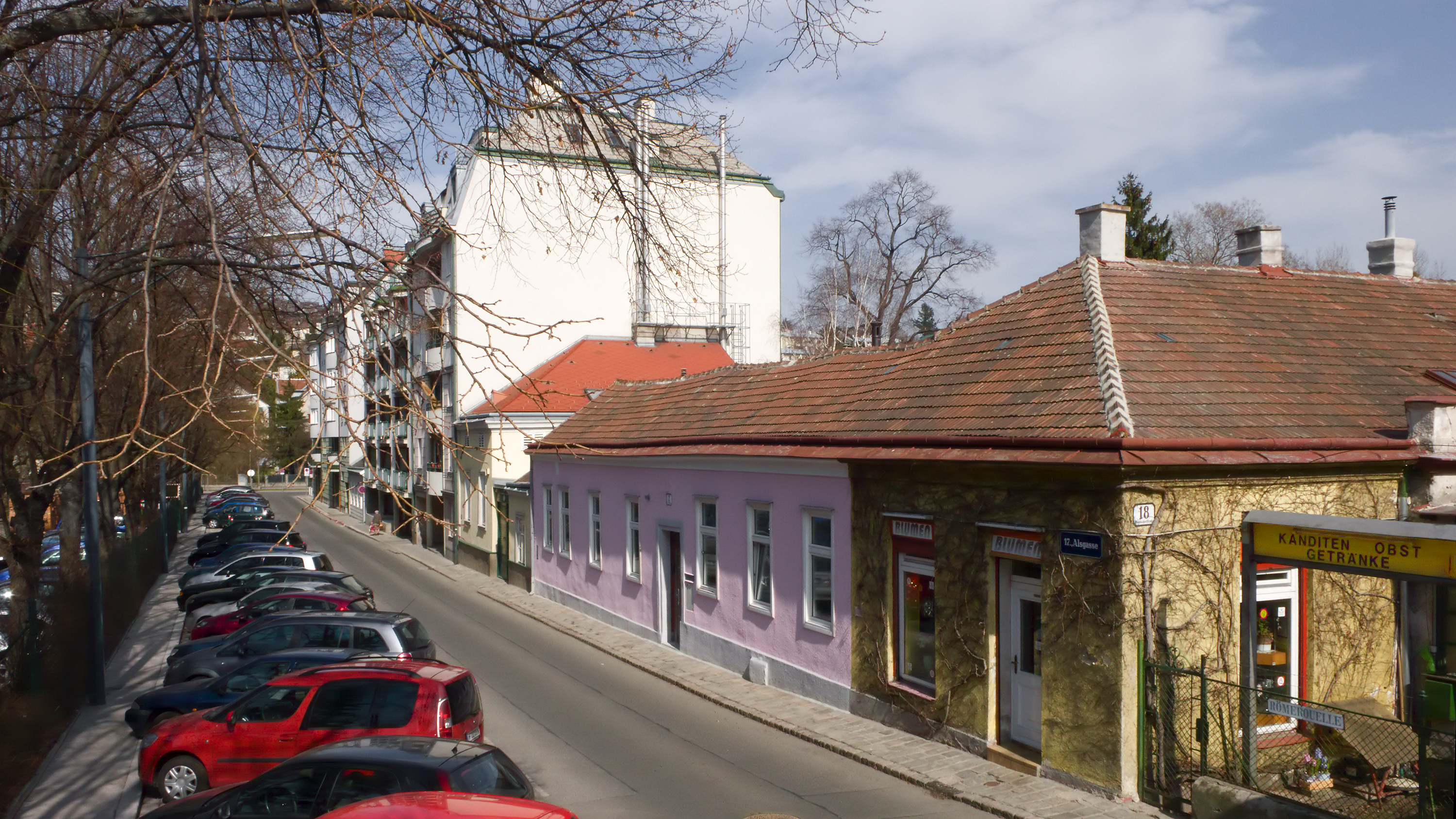
Alsgasse

- Almweg (Neuwaldegg, Kleingartenanlage „Hügelwiese“), nicht amtliche Bezeichnung.
- Alsgasse (Dornbach), 1877 benannt nach dem Alser Bach, einem 10,55 Kilometer langen Fluss, der heute großteils als Bachkanal geführt wird. Die erste urkundliche Erwähnung ist aus dem Jahr 1044 überliefert. Für den Namen der Als gibt es verschiedene Herleitungsmöglichkeiten. Oftmals wird der Name vom keltischen Alt abgeleitet, das Bach oder kühler Bach bedeuten kann. Anderen Interpretationen zufolge könnte der Name aber auch vom altkirchenslawischen Wort Olsa stammen, das mit Erle übersetzt wird. Siehe auch die Alser Straße und die Alserbachstraße im 9. Bezirk Alsergrund.
- Alszeile (Dornbach), 1897 benannt nach der Häuserzeile am Alser Bach; siehe auch Alsgasse. Die Zeile hieß davor teilweise ab 1868 Badgasse.
- Amundsenstraße (Dornbach, Neuwaldegg), 1930 benannt nach dem norwegischen Polarforscher Roald Amundsen (1872–1928); er ist der mit Abstand erfolgreichste Entdeckungsreisende in Arktis und Antarktis. Er durchfuhr als erster die Nordwest- und nach Adolf Erik Nordenskiöld auch die Nordostpassage. Er erreichte 1911 mit vier Begleitern als erster Mensch den Südpol. Da weder Robert Peary noch Frederick Cook oder Richard Byrd ihre Ansprüche eindeutig geltend machen konnten, ist wahrscheinlich, dass Amundsen während des Fluges im Luftschiff „Norge“ zusammen mit 15 weiteren Expeditionsteilnehmern 1926 auch der erste war, der den Nordpol erreichte. Die Straße hieß vorher Franz-Karl-Straße.
- Andergasse (Dornbach), 1894 benannt nach dem böhmischen Tenor und Opernsänger Alois Ander (eigentlich Aloys Anderle, 1821–1864); er sang vorwiegend am Kärntnertortheater und war beim Publikum sehr beliebt. Die Gasse hieß ursprünglich Haltergasse und dann bis 1894 Pichlergasse.
- Angergasse (Dornbach), 1979 benannt nach dem Fabrikanten und Erfinder Josef Anger (1837–1882). Er wanderte nach Amerika aus und arbeitete in der Nähmaschinenfabrik Singer; dort entwickelte er die „Anger-Nähmaschine“. Nach Österreich zurückgekehrt, gründete er in Hernals eine Nähmaschinenfabrik und Eisengießerei. Anger erfand auch eine verbesserte lithografische Presse. Für seine Arbeiter errichtete er Wohnhäuser, und er gründete eine Stiftung für bedürftige Schulkinder.[1]
- Anton-Haidl-Gasse (Dornbach), 1951 benannt nach Anton Haidl (1870–1949), Bezirksvorsteher von Hernals (1919–1934, SDAP).
- Antonigasse (Hernals), 1894 benannt; Benennung unklar, möglicherweise nach Anton Klettenhofer (1815–1897), Bürgermeister von Währing (1864–1871 und 1873–1882). Nach einer anderen Version bezieht sich die Benennung auf eine Statue des heiligen Antonius von Padua. Die Gasse hieß vorher Antongasse und zwischen 1938 und 1945 Josef-Hackel-Gasse.
- Artariastraße (Neuwaldegg), 1894 benannt nach dem Verleger Matthias Artaria (1793–1835); er erwarb 1818 die Kunsthandlung seines Schwiegervaters und gründete 1822 den Verlag Matthias Artaria, der bis 1853 bestand. Artaria gehörte zum Beethoven-Freundeskreis, verlegte dessen Streichquartett op. 131 sowie die Quartettfuge op. 133, ferner zahlreiche Werke von Schubert.[2] Der Name wird heute vom Verlag Freytag-Berndt u. Artaria KG weitergeführt. Die Straße hieß früher Salmansdorfer Straße und Tiefaustraße.
- Arzbergergasse (Dornbach), 1907 benannt nach dem Techniker und Erfinder Johann Arzberger (1778–1835), Professor für Mechanik am Polytechnischen Institut. Er konstruierte 1816 die erste größere Anlage für die Erzeugung von Leuchtgas aus Steinkohle und wurde damit zu einem Pionier städtischer Straßenbeleuchtung. 1820 konnte Arzberger der Öffentlichkeit den Prototyp seines Dampfstraßenwagens vorstellen.

## B
- Bachzeile (Neuwaldegg, Kleingartenanlage „Hügelwiese“), 2008 benannt.
- Balderichgasse (Dornbach), 1894 benannt nach dem Geistlichen Balderich von Salzburg († 1147), Abt des Stiftes Sankt Peter in Salzburg (1125–1147); er ließ am Nordfuß des Mönchsberges 1130–1143 an der Stelle einer zerstörten ersten Abteikirche die Stiftskirche Sankt Peter neu errichten.[3] Balderich erwarb für das Stift umfangreiche Besitzungen in Dornbach und ließ 1139 eine Kapelle errichten.[4] Siehe auch Frauenfelderstraße und St.-Peter-Gasse. Die Gasse hieß davor Stiftsgasse.
- Beheimgasse (Hernals), 1894 benannt nach Michael Beheim (auch Behaim, Beham oder Behm, 1416–1474), einem reisenden Dichter, der an vielen Höfen Europas wirkte. 1457 kam er nach Wien an den Hof von Kaiser Friedrich III. Er verfasste hier 1462–1465 „Das Buch von den Wienern“, eine Reimchronik in 13.000 Versen. Die Gasse hieß zuvor Josefigasse.
- Bergsteiggasse (Hernals), ca. 1864 benannt; die Gasse ist ein ehemaliger steiler Hauersteig durch die dortigen Weingärten. Sie hieß vorher Obere Bergsteiggasse und Untere Bergsteiggasse.
- Bergweg (Dornbach, Kleingartenanlage „Schafberg C“), nicht amtliche Bezeichnung nach dem bergigen Gelände am Schafberg.
- Bergzeile (Neuwaldegg, Kleingartenanlage „Hügelwiese“), nicht amtliche Bezeichnung.
- Beringgasse (Dornbach), 1904 benannt nach dem Geistlichen Gottfried Bering (1700–1777), Pfarrer von Hernals.
- Betty-Fischer-Weg (Dornbach), 1999 benannt nach Operettensängerin Betty Fischer (1887–1969); die Sopranistin war als „Lercherl von Hernals“ bekannt. Sie sang am Raimundtheater, im Ronacher und im Theater an der Wien; ihr Partner war oft Hubert Marischka.
- Bienenweg (Neuwaldegg), 1993 benannt nach einer ortsüblichen Bezeichnung, die sich wahrscheinlich auf früher hier befindliche Bienenstöcke bezieht.
- Blumengasse (Hernals), benannt (Datum unbekannt) nach der einst blumenreichen Umgebung. Hieß 1938–1945 Wohlrabgasse.
- Braumüllergasse (Dornbach), 1966 benannt nach dem Buchhändler und Verleger Wilhelm von Braumüller (1807–1884); er übernahm 1836 eine Verlagsbuchhandlung, die er „Ritter von Mösles Witwe & Braumüller“ nannte und die bis heute als Wilhelm Braumüller Universitäts-Verlagsbuchhandlung besteht. Sie ist einer der ältesten Privatverlage Österreichs. Das Verlagsprogramm umfasst heute Schulbücher und wissenschaftliche Titel, vornehmlich zu geisteswissenschaftlichen und politischen Themen.
- Braungasse (Dornbach), 1877 benannt nach dem Gynäkologen Carl Braun von Fernwald (1822–1891), Professor an der Universität Wien (ab 1856), Vorstand der I. Geburtshilflichen Universitätsklinik, Dekan (1866–1867 und 1870–1871), Rektor (1868–1869). Im Jahr 1872 wurde er zu Carl Braun Ritter von Fernwald nobilitiert.
- Brückenweg (Neuwaldegg), 2008 benannt nach einer vorher schon üblichen Bezeichnung, die sich auf eine Brücke im Gebiet „Waldandacht“ bezieht.
- Brunnenstubengasse (Dornbach, Kleingartenanlage „Geistiger Arbeiter“), nicht amtliche Bezeichnung.
- Brunnenweg (Dornbach, Kleingartenanlage „Schafberg C“), nicht amtliche Bezeichnung.
- Buchenweg (Dornbach, Kleingartenanlage „Geistiger Arbeiter“), nicht amtliche Bezeichnung.
- Buchfinkweg (Dornbach), 1965 benannt nach der Vogelart Buchfink.

## C
- Carl-Reichert-Gasse (Dornbach), 1951 benannt nach dem Unternehmer Carl Reichert (1851–1922); er gründete 1876 in der Josefstadt ein Unternehmen zur Herstellung von Mikroskopen und anderen optischen Präzisionsgeräten. 1900 übersiedelten die „Reichert-Werke“ nach Währing. 1922 wurden 400 Arbeiter beschäftigt, für die Carl Reichert vorbildliche soziale Einrichtungen schuf. Das Unternehmen existierte eigenständig bis 1963 und gehört seit 1989 zur deutsch-amerikanischen Leica-Microsystems-Gruppe.[5][6]
- Charlotte-Bühler-Weg (Dornbach), 2008 benannt nach der deutschen Psychologin Charlotte Bühler (1893–1974); sie war eine ausgebildete Kinderpsychologin, arbeitete wissenschaftlich und auch therapeutisch aber hauptsächlich mit Erwachsenen. Sie entdeckte die vier „Grundtendenzen“, aus denen sie zusammen mit Carl Rogers und Abraham Maslow die Humanistische Psychologie entwickelte.
- Clemens-Hofbauer-Platz (Hernals), 1894 benannt nach dem Priester Klemens Maria Hofbauer (eigentlich Johannes Dvořák, 1751–1820); als Kaplan und Rektor bei den Ursulinen beschäftigte er sich mit der religiösen Erneuerung in Wien. In der Sankt-Ursula-Kirche wurde er durch seine Predigten so bekannt, dass ihm der Beiname Apostel von Wien gegeben wurde. Er galt als engagierter Gegner der Aufklärung. 1909 wurde er heiliggesprochen. Der Platz hieß vorher Parhamerplatz.
- Clerfaytgasse (Hernals), 1894 benannt nach dem Feldmarschall Charles Joseph de Croix, comte de Clerfait (1733–1798), Befehlshaber österreichischer Armeen und zeitweise auch der Reichsarmee im Rahmen der Koalitionskriege. Bekannt wurde er vor allem durch seinen Sieg gegen französische Truppen in der Schlacht bei Höchst am Main 1795.
- Comeniusgasse (Hernals), 1872 benannt nach dem Philosophen, Theologen und Pädagogen Johann Amos Comenius (eigentlich Jan Ámos Komenský, 1592–1670); er kann als der große Pädagoge des 17. Jahrhunderts angesehen werden. Er richtete als einer der Ersten die Pädagogik methodisch, didaktisch und inhaltlich nach den unterschiedlichen Kindheitsphasen aus und wurde zum Begründer der Didaktik sowie der Mathetik. Zahlreiche Schulen in Österreich unterrichteten nach seinen Lehren. Ein Teil der Gasse hieß vorher Ferchergasse.
- Curlandgasse (Dornbach), 1892 benannt nach Fürstin Wilhelmine Montléart-Sachsen-Curland (1820–1895), Eigentümerin von Schloss Wilhelminenberg; im Jahr 1888 spendete sie 150.000 Gulden (300.000 Kronen) zum Bau des Wilhelminenspitals. Dieses Krankenhaus ist nach ihr benannt, ebenso wie der Wilhelminenberg, die Wilhelminenstraße und die Montleartstraße in Ottakring. Nach ihrer Erzieherin sind der Paulinensteig und die Effingergasse in Ottakring und die Paulinengasse in Währing benannt, nach ihrer Schwiegermutter die Savoyenstraße in Hernals.
- Czartoryskigasse (Hernals, Dornbach), 1894 benannt nach dem polnischen Offizier und Kunstsammler Fürst Konstantin Adam Czartoryski (1773–1860); er nahm am Feldzug Napoleons gegen Russland teil und zeichnete sich in der Schlacht bei Moskau aus. 1816 wurde er Generaladjutant des russischen Kaisers Alexander I.; bald zog er sich dann vom öffentlichen Leben zurück. Er ließ sich 1828 in Wien nieder, wo er sich als Mäzen betätigte und in seinem Czartoryski-Schlössel im Währinger Bezirksteil Weinhaus eine wertvolle Gemäldesammlung anlegte. Die Gasse hieß früher Mandelgasse.

## D
- De-Quer-Gasse (Neuwaldegg), 1885 benannt nach Louis Maximilian de Quer (1801–1862), Grundbesitzer in Dornbach, Gründer des Dornbacher Verschönerungsvereins.
- Diepoldplatz (Hernals), 1905 benannt nach einem Diepold (auch Diepoldus, Lebensdaten unbekannt); er wird in einer Urkunde von 1135 gemeinsam mit seinem Bruder Neudingus (auch Heudingus) als Besitzer von Als genannt.[7] Die beiden waren Angehörige des angesehenen Rittergeschlechts der „Herren von Als“, von dem sich der Name „Hernals“ ableitet. Die Als ist wiederum, nach dem Wienfluss, der längste Wienerwaldbach. Der Diepoldpark ist ebenfalls nach diesem Diepold benannt.
- Dittersdorfgasse (Hernals), 1913 benannt nach dem Komponisten und Violinvirtuosen sowie Forstmeister Carl Ditters von Dittersdorf (1739–1799); er war ein äußerst produktiver Komponist der Wiener Klassik, schrieb 32 Opern und Singspiele, bei denen er teilweise die Libretti selbst verfasste. Heute noch bekannt ist neben einigen Instrumentalwerken vor allem sein Singspiel Doktor und Apotheker.
- Dornbacher Straße (Dornbach), 1894 benannt nach der ehemals selbstständigen Gemeinde Dornbach, die 1115 erstmals urkundlich als Doringinpach erwähnt und 1892 eingemeindet wurde. Die Straße hieß um 1880 Wiener Straße und dann Hauptstraße.
- Dornerplatz (Hernals), 1873 benannt nach Johann Dorner (1794–1871); er stellte der Gemeinde den Grund für diesen Platz zur Verfügung.
- Dr.-Josef-Resch-Platz (Dornbach), 1949 benannt nach dem Juristen und Politiker Josef Resch (1880–1939); mit einigen Unterbrechungen war er von 1920 bis 1938 insgesamt zehn Jahre Sozialminister. Im Jahr 1933 trat er zurück weil er die Ausschaltung des Verfassungsgerichtshofs durch das austrofaschistische Regime nicht mittragen wollte. Anschließend war er Professor sowohl an der Technischen Hochschule wie auch an der Hochschule für Welthandel. Der Platz hieß davor Frauenfeldplatz.
- Dürauergasse (Dornbach), 1914 benannt nach dem Lehrer Franz Dürauer (1816–1872), Schuldirektor in Hernals. Ein Teil der Gasse hieß vorher Albrechtskreithgasse.

## E

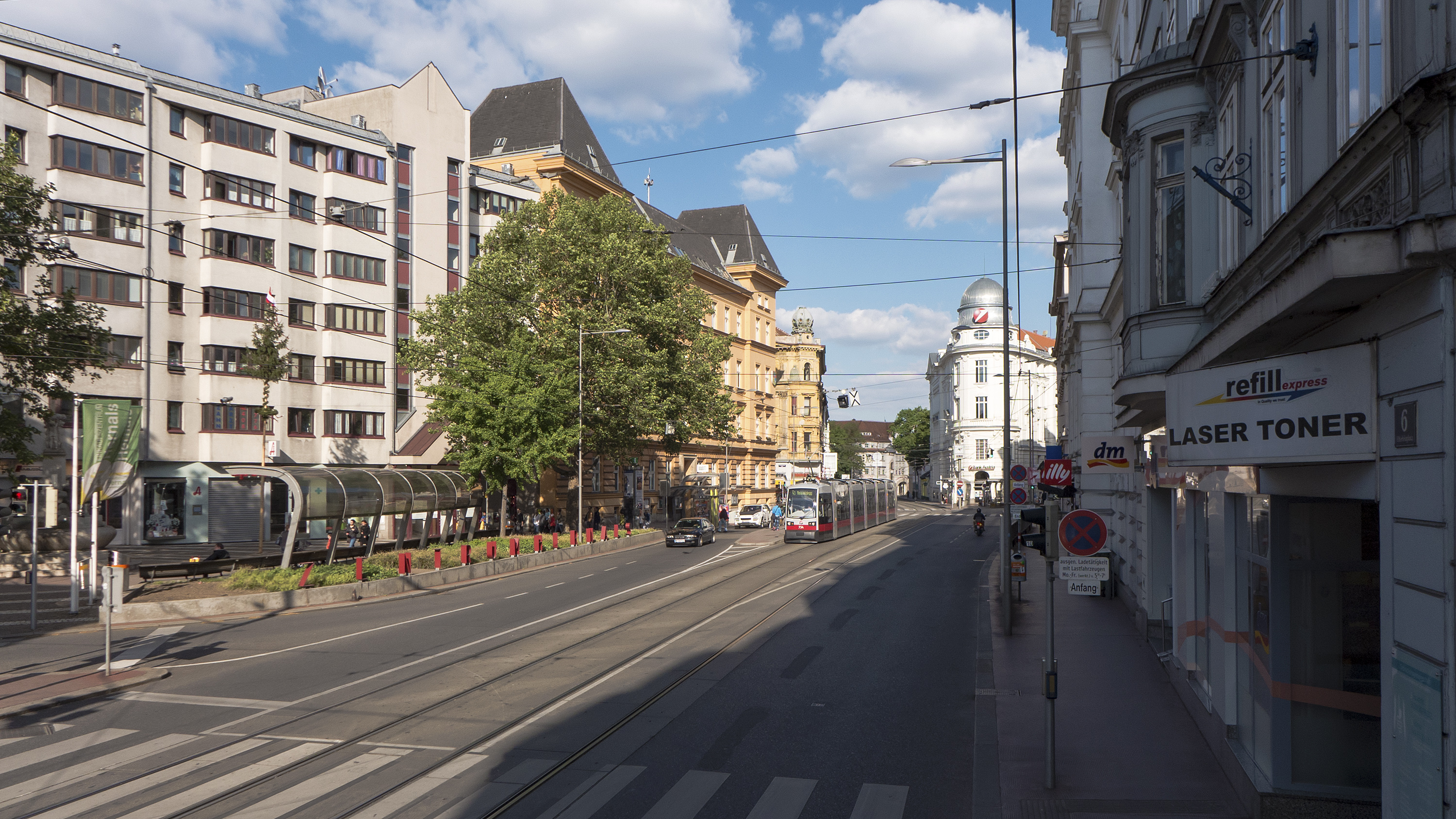
Elterleinplatz

- Ehmweg (Dornbach), nicht amtliche Bezeichnung eines Weges entlang des Poinntenbaches.
- Eigenheimweg (Neuwaldegg, Kleingartenanlage „Hügelwiese“), 2008 benannt.
- Elterleinplatz (Hernals), 1882 benannt nach Johann Georg Elterlein (1805–1882), Bürgermeister von Hernals (1869–1881).
- Engelmanngasse (Dornbach), 1979 benannt nach dem Fabrikanten Eduard Engelmann senior (1833–1897) und dessen Sohn, dem Techniker und Sportler Eduard Engelmann junior (1864–1944). Engelmann senior errichtete auf seinem Fabrikgelände Teiche, die im Sommer dem Bootsverleih und im Winter als Eislauffläche dienten.[8] Engelmann junior erbaute als Ingenieur unter anderem das Kraftwerk Wienerbruck, und elektrifizierte als Leiter des Niederösterreichischen Eisenbahnamtes die Mariazellerbahn. Im Jahr 1909 erbaute er die erste Kunsteisbahn der Welt auf dem Areal, das sein Vater angelegt hatte. 1912 folgte der Bau der größten Kunsteisbahn Europas in Wien auf dem Heumarkt. Als Eiskunstläufer wurde Engelmann dreimal Europameister.
- Enzelsbergergasse (Dornbach), 1905 benannt nach Johann Enzelsberger (1827–1920), Gemeinderat in Dornbach.
- Eselstiege (Dornbach), benannt (Datum unbekannt) nach einer volkstümlichen Bezeichnung, die 1422 als Eselhart hinter der Herren Als erwähnt wurde.
- Exelbergstraße (Neuwaldegg), 1961 benannt nach dem 516 Meter hohen Exelberg; über ihn führt eine Landesstraße von Tulbing im Bezirk Tulln bis zur Wiener Höhenstraße. Der Fluss Als, von dem Hernals seinen Namen ableitet, entspringt am Exelberg. Die Straße hieß davor Tullner Straße.

## F
- Ferchergasse (Hernals), 1904 benannt nach dem Schriftsteller Johann Fercher von Steinwand (eigentlich Johann Kleinfercher, 1828–1902). Sein Werk beginnt mit einer idealistisch-nationalistischen Phase und nimmt später universalistische und kulturkritische Züge an. Seine Dramen gelten als gedanklich überfrachtet und nicht bühnenwirksam; nur ein einziges Werk wurde – auf einer Studentenbühne – aufgeführt.[9]
- Föderlweg (Dornbach), 1954 benannt nach dem volkstümlichen Pianisten und Komponisten Karl Föderl (1885–1953). In den 1930er und 1940er Jahren zählte er zu den wichtigsten und populärsten Wienerlied-Komponisten, bekannt wurden unter anderem Die Reblaus und Da fangt der alte Stephansturm zu plaudern an. Insgesamt schuf er über 800 Lieder zu Texten bekannter Autoren wie Ernst Marischka. Daneben schrieb er die Filmmusik zu mehreren in Wien spielenden Filmen.
- Forsthausweg (Neuwaldegg, Kleingartenanlage „Hügelwiese“), nicht amtliche Bezeichnung.
- Franz-Glaser-Gasse (Dornbach), 1894 benannt nach dem Baumeister Franz Glaser (1822–1885), Bürgermeister von Dornbach. Hieß davor Glasergasse.
- Frauenfelderstraße (Dornbach), 1904 benannt nach einem Flurnamen, der sich auf Nonnen bezieht. Das Salzburger Stift Sankt Peter besaß spätestens ab 1044 umfangreiche Besitzungen in Dornbach.[10] Ihm war damals auch ein Frauenkonvent (Petersfrauen) angeschlossen, der wahrscheinlich von Abt Balderich gegründet worden war;[11] siehe auch Balderichgasse und St.-Peter-Gasse. Das „Frauenfeld“, wie diese Gegend genannt wurde, war ein historisch bedeutsamer Platz, auf dem einer der entscheidenden Kämpfe zur Befreiung Wiens bei der Türkenbelagerung 1683 stattfand.[12] Siehe auch Frauengasse.
- Frauengasse (Hernals), Benennungsdatum unbekannt, Benennung unklar; möglicherweise nach den „Petersfrauen“, siehe Frauenfelderstraße.

## G
- Geblergasse (Hernals), 1894 benannt nach dem Beamten und Dramatiker Tobias Philipp von Gebler (1726–1786); als Staatsdiener stieg er bis zum Staatsrat und Vizekanzler der kaiserlich-königlichen böhmischen Hofkanzlei auf. Als Schriftsteller geriet er weitgehend in Vergessenheit. Sein relativ erfolgloses Schauspiel Thamos, König in Ägypten ist das einzige Werk des Sprechtheaters, zu dem Wolfgang Amadeus Mozart je eine Bühnenmusik geschrieben hat.[13] Die Gasse hieß davor Stiftgasse.
- Gerhard-Fritsch-Gasse (Dornbach), 1975 benannt nach dem Schriftsteller und Journalisten Gerhard Fritsch (1924–1969); er war Bibliothekar bei den Städtischen Büchereien der Stadt Wien (ab 1951) und Redakteur bei zahlreichen Zeitschriften, zum Beispiel „Wiener Bücherbriefe“, „Wort in der Zeit“ und „Literatur und Kritik“. Bekannt wurde er vor allem durch den Roman „Moos auf den Steinen“ (1956), der 1968 von Georg Lhotsky mit Erika Pluhar verfilmt wurde.
- Geroldgasse (Neuwaldegg), 1896 benannt nach den Brüdern Moriz von Gerold (1815–1884) und Friedrich Gerold (1813–1885), beide Buchhändler, Buchdrucker und Verleger. Sie bauten ihre Buchhandlung zu einem Verlag und einer Druckerei aus. In ihrem Verlag erschienen eine Reihe von bedeutenden Werken und Zeitschriften; mit der Entwicklung des österreichischen Schulwesens wurde besonders auch die Herausgabe von Schulbüchern gepflegt.[14]
- Gersthofer Straße (Gersthof, Währing), 1894 benannt nach der einst selbstständigen Gemeinde Gersthof, die 1497 als Gerstlerhof erstmals urkundlich erwähnt und 1892 eingemeindet wurde. Der Name geht auf einen Hof zurück, der einem Georg Gerstler gehörte. Die Straße hieß davor Hauptstraße, der Abschnitt Schöffelgasse–Czartoryskigasse 1909–1912 Tetmayergasse.
- Gilmgasse (Hernals), 1894 benannt nach dem Juristen und Dichter Hermann von Gilm zu Rosenegg (1812–1864); in seinen politischen Liedern spiegelt sich sein Temperament, und als Gegner der Jesuiten schrieb er scharfe Polemiken. Als Liberaler konnte der Beamte seine politische und kirchliche Überzeugung nicht unter seinem Namen publizieren. Zu Lebzeiten erschien nur der Gedichtband: „Tiroler Schützenleben“. Die Gasse hieß vorher Halmgasse.
- Goldscheidgasse (Dornbach), 1947 benannt nach dem Soziologen Rudolf Goldscheid (1870–1931); er widmete sich besonders einer „Menschen-Ökonomie“ und stritt für eine Umwandlung des „Steuerstaates“ in einen selber wirtschaftenden Staat. Durch seine diesbezüglichen Arbeiten gilt er als Begründer der Finanzsoziologie. Als Pazifist übernahm er die Redaktion der „Friedens-Warte“; 1921 wurde er in den Vorstand der Deutschen Liga für Menschenrechte gewählt. Die Gasse hieß ursprünglich Bergmeistergasse, ab 1932 Rudolf-Goldscheid-Gasse, und 1938–1947 wieder Bergmeistergasse.
- Grabengasse (Dornbach, Kleingartenanlage „Mitterberg und Trenkwald“), nicht amtliche Bezeichnung.
- Gräffergasse (Dornbach), 1913 benannt nach dem Bibliographen und Schriftsteller Franz Gräffer (1785–1852); er war Bibliothekar des Fürsten Moritz von Liechtenstein, dann des Grafen Karl Harrach, und widmete sich später dem väterlichen Verlags- und Antiquariatsgeschäft. Dabei büßte er den größten Teil seines Vermögens ein; er verlegte sich in der Folge auf die Schriftstellerei. Seine literarischen Arbeiten stellen meistens Wiener Lokalerinnerungen dar.
- Grasgasse (Dornbach, Kleingartenanlage „Mitterberg und Trenkwald“), nicht amtliche Bezeichnung.
- Grünbeckweg (Dornbach), 1912 benannt nach dem Gastwirt Sebastian Grünbeck (1819–1884), Gemeinderat in Hernals.
- Gschwandnergasse (Hernals), ca. 1864 benannt nach dem Gastwirt Johann Gschwandner (1802–1862); er gründete 1839 an der Hernalser Hauptstraße ein Vergnügungsetablissement; 1846 wurde es erweitert und fasste bis zu 1.000 Gäste. „Der Gschwandner“ wurde zu einem beliebten Ball-, Konzert- und Volkssängerlokal.[15]
- Güpferlingstraße (Dornbach), 1894 benannt nach einem Flurnamen im Bereich der heutigen Spinozagasse,[16] der schon 1375 erwähnt worden war und sich wahrscheinlich auf eine rundliche Bodenerhebung („Gupf“) bezieht. Die Straße hieß vorher Ottakringer Straße.

## H

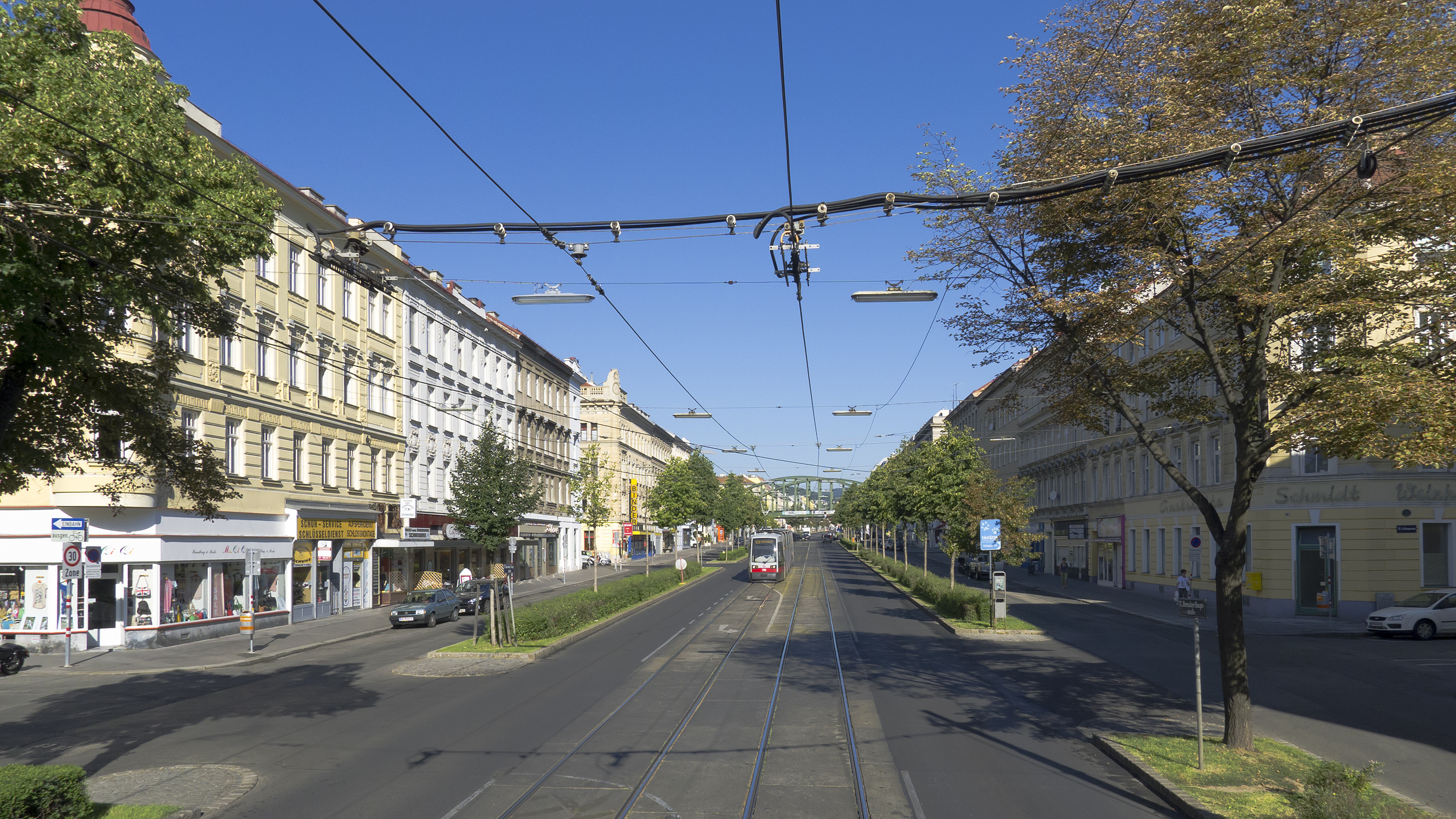
Hernalser Hauptstraße

- Halirschgasse (Hernals), 1904 benannt nach dem Schriftsteller Ludwig Halirsch (1802–1832), Beamter im Hofkriegsrat (1823–1832); er schrieb Essays, Lyrik und Dramen. Halirsch galt als eines der bedeutendsten Talente Österreichs, das aber infolge seines frühen Todes mit 30 Jahren nicht zu voller Entwicklung gelangte. Die Gasse hieß vorher Pezzlgasse.
- Hameauweg (Neuwaldegg), benannt (Datum unbekannt) nach der 464 Meter hohen Anhöhe Hameau; diese ist wiederum benannt nach dem französischen Wort hameau für Weiler oder Dörfchen. Der österreichische Feldherr Franz Moritz von Lacy erwarb 1765 die Herrschaft Neuwaldegg und ließ dort bis 1796 einen englischen Garten anlegen, den heutigen Schwarzenbergpark. Am Hameau, dem höchsten Punkt des Parks, wurden 17 Hütten errichtet, die der Unterbringung von Graf Lacys Gästen dienten. Siehe auch die Hameaustraße im 19. Bezirk Döbling.
- Händelgasse (Hernals), 1927 benannt nach dem deutsch-englischen Komponisten Georg Friedrich Händel (1685–1759); sein Hauptwerk umfasst 46 Opern und 25 Oratorien – darunter den Messias mit dem bekannten Chorwerk „Halleluja“ – sowie zahlreiche Werke für Orchester und Kammermusik. Händels Werke gehören seit mehr als 250 Jahren ununterbrochen zum Aufführungsrepertoire, länger als die jedes anderen Komponisten.
- Handlirschgasse (Dornbach), 1966 benannt nach dem Entomologen und Paläontologen Anton Handlirsch (1865–1935), Kustos am Naturhistorischen Hofmuseum, später dessen Direktor. Seine grundlegenden Arbeiten zu fossilen Insekten machten ihn zu einem Pionier der Paläoentomologie. Bleibende Verdienste erwarb sich Handlirsch um die Zoologisch-Botanische Gesellschaft, die er von 1919 bis 1929 leitete.
- Hans-Leinkauf-Platz (Dornbach), 1994 benannt nach Hans Leinkauf (1910–1974), Bezirksparteiobmann der ÖVP Hernals, Gemeinderat (1954–1974).
- Haslingergasse (Hernals), 1894 benannt nach dem Musikverleger Tobias Haslinger (1787–1842); er führte seinen Verlag, dem eine Druckerei und Notengravuranstalt angeschlossen war, zu internationaler Bedeutung. Hier wurden Werke von Beethoven, Franz Schubert, Louis Spohr, Johann Nepomuk Hummel, Joseph Mayseder, Ignaz Moscheles, Carl Maria von Weber, Mozart, Carl Czerny, Muzio Clementi sowie das Gesamtwerk von Johann Strauss (Vater) verlegt. Die Gasse hieß ursprünglich Große Sackgasse, dann Kleine Sackgasse, und schließlich Sterngasse.
- Hauptweg (Neuwaldegg, Kleingartenanlage „Hügelwiese“), 2008 benannt.
- Heigerleinstraße (Dornbach, Hernals), 1897 benannt nach dem Bischof und Humanisten Johann Fabri (auch Faber, eigentlich Johann Heigerlin, 1478–1541); er war ab 1523 Diplomat und Ratgeber des Erzherzogs und späteren Kaisers Ferdinand I. 1530 wurde er Bischof von Wien, war als eifriger Prediger tätig und verfasste zahlreiche polemische Schriften gegen die Reformation. Er gründete den Studentenkonvikt „St. Nikolaus“ in Wien und weihte 1531 die nach der ersten Türkenbelagerung wieder aufgebauten Kirchen in Ottakring. Siehe auch den Bischof-Faber-Platz im 18. Bezirk Währing.
- Helblinggasse (Hernals), 1889 benannt nach Franz Helbling (1831–1904), letzter Bürgermeister der Gemeinde Hernals und erster Bezirksvorsteher des Bezirks Hernals.
- Herbeckstraße (Dornbach), 1894 benannt nach dem Dirigenten und Komponisten Johann von Herbeck (1831–1877), Hofkapellmeister (ab 1866), Kapellmeister der Wiener Hofoper (1869–1875) und von 1870 bis 1875 ihr Direktor. Er war eine wichtige Persönlichkeit in der Wiener Musikgeschichte, der zahlreiche Kontakte zu anderen Musikern pflegte; so wurde er beispielsweise ein Förderer Anton Bruckners. Herbeck entdeckte „Die Unvollendete“ von Franz Schubert und brachte sie 1865 zur Uraufführung. Die Straße hieß davor Neuwaldegger Straße.

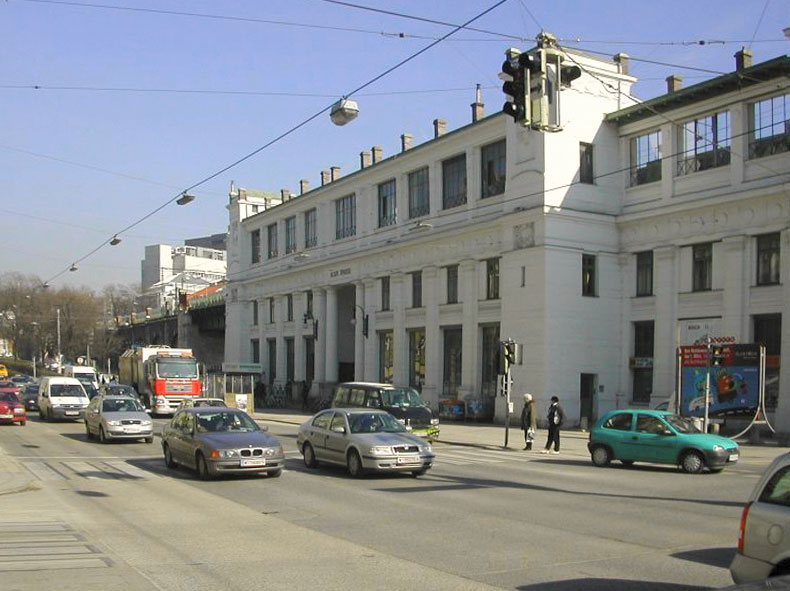
U-Bahn-Station Alser Straße am Hernalser Gürtel, Sicht vom äußeren Gürtel

- Hernalser Gürtel (Hernals), 1904 benannt nach der ehemals selbstständigen Gemeinde Hernals, die ihren Namen vom Rittergeschlecht der „Herren von Als“ herleitet. Die erste urkundliche Nennung von Hernals stammt aus dem Jahr 1044, als Sighard IV. dem Stift Sankt Peter in Salzburg „zwei Edelhuben (= behauste Hofstätten) an der Als“ schenkte. Der Name findet sich 1449 als Herren Allss, 1438 als Herrenals, 1457 als Herrnalss, 1549 als Hernalss und 1586 als Hernals. 1892 wurde Hernals als 17. Bezirk eingemeindet. Die Straße hieß vorher Gürtelstraße. Die südwärts führende Fahrbahn befindet sich im 17. Bezirk; die Bezirksgrenze verläuft an der westlichen Kante des U-Bahn-Viadukts.
- Hernalser Hauptstraße (Hernals, Dornbach), 1894 benannt zur Wahrung des Namens der ehemals selbstständigen Gemeinde Hernals (siehe: Hernalser Gürtel); siehe Balderichgasse, Frauenfelderstraße und St.-Peter-Gasse. Die Straße hieß davor Hauptstraße und ursprünglich Hauptgasse.
- Heuberggasse (Dornbach), benannt (Datum unbekannt) nach dem 464 Meter hohen Heuberg im Wienerwald.
- Hildebrandgasse (Hernals), 1894 benannt (in fehlerhafter Schreibweise) nach Johann Lucas von Hildebrandt (1668–1745), einem der bedeutendsten Baumeister Mitteleuropas im Zeitalter des Barock. Er erbaute unter anderem (bzw. wirkte mit an): Winterpalais Prinz Eugen (1695–1698), Palais Schwarzenberg (1697–1723), Peterskirche (1702), Palais Schönburg (1700–1706), Palais Auersperg (1706–1710), Palais Daun-Kinsky (1713–1726), Schloss Belvedere (1714–1716 und 1721–1723), Piaristenkirche (1716) und Palais Harrach (1727–1735).
- Himmelmutterweg (Dornbach), 1949 benannt nach dem Gasthaus „Zur Himmelmutter“ in der Czartoryskigasse.[17]
- Hochweg (Dornbach, Kleingartenanlage „Geistiger Arbeiter“), nicht amtliche Bezeichnung.
- Höhenstraße (Neuwaldegg), 1935 benannt; sie verbindet die Höhen des Kahlengebirges mit Grinzing und Neustift und ist mit 14,9 Kilometern die längste Straße in Wien.
- Höhenweg (Neuwaldegg, Kleingartenanlage „Hügelwiese“), 2008 benannt.
- Hormayrgasse (Hernals), 1894 benannt nach dem Historiker, Schriftsteller und Politiker Joseph von Hormayr (1781–1848), Beamter in der Staatskanzlei (ab 1801), Direktor des geheimen Staats-, Hof- und Hausarchivs (ab 1808), „Historiograph des kaiserlichen Hauses“ (ab 1816). Hormayrs Werk umfasst etwa 170 Bände, darunter „Österreichischer Plutarch, oder Leben und Bildnisse aller Regenten des österreichischen Kaiserstaates“ (20 Bände, 1807–1820) und „Wien, seine Geschichte und Denkwürdigkeiten“ (5 Bände, 1823–1824). Die Gasse hieß davor Weinhauser Straße.
- Horneckgasse (Hernals), 1894 benannt nach dem Historiker und Dichter Ottokar aus der Gaal (ca. 1265–1322); seine „Steirische Reimchronik“ erzählt in fast 100.000 Versen anschauliche Berichte über verschiedene Ereignisse aus einer Reihe von Ländern des Heiligen Römischen Reiches, insbesondere der Steiermark und von Österreich. Sie ist das erste umfassende Geschichtswerk in deutscher Sprache. Der Name Ottokar von Horneck, der ihm vom Historiografen Wolfgang Lazius zugeschrieben wurde, ist falsch, machte ihn aber durch Grillparzers König Ottokars Glück und Ende einem breiten Publikum bekannt. Die Gasse hieß vorher Grillparzergasse.
- Hubertusweg (Neuwaldegg), 2008 benannt nach dem Heiligen Hubertus von Lüttich (etwa 655–727), der Legende nach Bischof von Maastricht und Lüttich, sowie Pfalzgraf und Einsiedler, und heute Schutzpatron der Jagd. Weg in der Kleingartenanlage „Hügelwiese“.

## I
- In den Kräutern (Neuwaldegg), 2008 benannt nach einem alten Riednamen, der sich wohl auf Kräuter bezieht;
- Ing.-Körner-Gasse (Dornbach, Kleingartenanlage „Geistiger Arbeiter“), nicht amtliche Bezeichnung. Die Benennung bezieht sich angeblich auf den Bundespräsidenten Theodor Körner (1873–1957), von dem ein Ingenieurtitel aber nicht überliefert ist.

## J

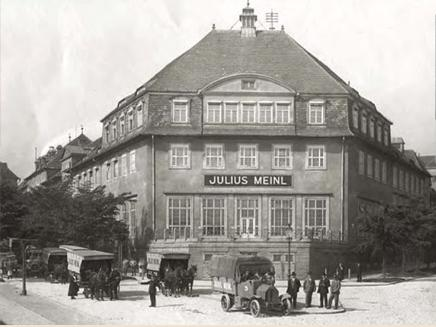
Julius-Meinl-Werke an der Julius-Meinl-Gasse

- Jeitnerweg (Dornbach), 2002 benannt nach dem Friedhofsgärtner Heinrich Jeitner (1920–1991); er gründete 1980 die „Friedhofsgärtner Genossenschaft Österreichs für Dauergrabpflege“ (FGÖ).[18]
- Jenschikweg (Dornbach), 1983 benannt nach dem Schriftsetzer Anton Jenschik (1884–1969), Gemeinderat in Hernals (1919–1934, SDAP); er organisierte den Vertrieb sozialistischer Schriften und Bücher, war 1927 an der Gründung der Zeitung „Das Kleine Blatt“ beteiligt und später Direktor des Vorwärts-Verlages.[19]
- Johann-Nepomuk-Berger-Platz (Hernals), 1894 benannt nach dem Rechtsanwalt und Politiker Johann Nepomuk Berger (1816–1870), Mitglied der Frankfurter Nationalversammlung (1848–1849), Mitglied des niederösterreichischen Landtages (1861–1870), Abgeordneter zum Reichsrat (1863–1870), Minister ohne Portefeuille (1867–1870). Der Platz hieß vorher Marktplatz und 1942–1945 Lerchenfeldplatz.
- Johann-Steinmetz-Stiege (Dornbach), 1995 benannt nach dem Architekten und Baumeister Johann Steinmetz (1849–1910); er errichtete in Dornbach die St.-Anna-Kapelle (1908–1910).
- Jörgerbadgasse (Hernals), 1924 benannt nach dem 1912–1914 als „Kaiser Franz Joseph-Bad“ erbauten Jörgerbad. Es handelt sich nicht nur um das erste städtische Hallenbad Wiens, es wurden auch durch die Errichtung eines eigenen Kinderbeckens erstmals beim Bäderbau in Wien Kinder berücksichtigt. Außerdem wurde hier erstmals die Geschlechtertrennung weitgehend aufgehoben, was Familien das gemeinsame Baden ermöglichte. Den Namen „Jörgerbad“ erhielt das Bad erst nach dem Zusammenbruch der Donaumonarchie nach seiner Adresse Jörgerstraße 42–44. Siehe auch Jörgerstraße.
- Jörgerstraße (Hernals), 1894 benannt nach Graf Johann Quintin I. Jörger, aus dem Haus Jörger (1624–1705), Hofkämmerer und wichtiger Berater von Kaiser Leopold I. In dieser Funktion wirkte er als Diplomat in den habsburgischen Kriegen mit dem Osmanischen Reich und Frankreich. Als Statthalter Niederösterreichs traf er für Wien wichtige kommunalpolitische Entscheidungen, so etwa die Einführung der ersten öffentlichen Beleuchtung der Stadt und der Rumorwache, der Vorgängerorganisation der Wiener Sicherheitswache.[20] Die Straße hieß zuvor Alsbachstraße. Sie gehört drei Häuserblöcke lang zu Währing (vom Währinger Gürtel bis zur Martinstraße, mit den nördlich von ihr gelegenen Häusern), sonst zu Hernals. Siehe auch Jörgerbadgasse.
- Josef-Moser-Gasse (Dornbach), 1934 benannt nach dem Lehrer Josef Moser (1866–1931), Direktor der Bürgerschule Kaisermühlen (1902–1919); er war Mitglied mehrerer Lehrerverbände und gründete 1918 das Canisiuswerk zur Heranbildung katholischer Priester. 1930 initiierte er den Bau der Herz-Jesu-Sühnekirche in Hernals.[21] Die Gasse hieß vorher Beringgasse.
- Josef-Redl-Gasse (Dornbach), 1951 benannt nach dem Lehrer Josef Redl (1876–1937), christlichsozialer Bezirksvorsteher von Hernals (1934–1937).
- Julius-Berger-Gasse (Dornbach), benannt (Datum unbekannt) nach dem Beamten Julius Berger (1878–1964), Regierungsrat des Vermessungswesens, Siedlerfunktionär.
- Julius-Meinl-Gasse (Hernals), 1954 benannt nach dem Unternehmer Julius Meinl II. (1869–1944); unter seiner Leitung wurde aus dem einfachen Lebensmittelgeschäft seines Vaters Julius Meinl I. eines der führenden Unternehmen der österreichischen Lebensmittelindustrie. Im Rahmen seines Konzerns setzte er sozialpolitische Ideen um, die auch für andere Unternehmen maßgebend sein sollten, etwa die Einführung der 5-Tage-Woche im Jahr 1931. Die Gasse hieß vorher Nauseagasse.

## K
- Kainzgasse (Dornbach), 1885 benannt nach Josef Kainz (1810–1892), Gemeinderat in Hernals.
- Kalvarienberggasse (Hernals), 1894 benannt nach dem ehemaligen Hernalser Kalvarienberg. Im Jahr 1639 wurde neben der heutigen Kalvarienbergkirche eine „Heiliges-Grab-Kirche“ im maurischen Stil erbaut und zwischen Hernals und Wien ein Kreuzweg mit sieben Stationen angelegt. Im Zuge der Zweiten Türkenbelagerung 1683 wurden die Pfarrkirche, die Grabeskirche und auch die Kreuzwegstationen weitgehend zerstört. 1710 entschloss sich eine Gruppe Wiener Bürger, den Hernalser Kreuzweg wieder aufbauen zu lassen, diesmal allerdings in Form eines Kalvarienbergs. 1892 wurde der Kalvarienberg abgetragen und der Platz für die Erweiterung der Kalvarienbergkirche genutzt.[22] Siehe auch St.-Bartholomäus-Platz. Die Gasse hieß vorher Allandgasse und Kirchengasse.
- Kapitelgasse (Hernals), 1875 benannt nach dem Wiener Domkapitel, das 1625 im Zuge der Gegenreformation die – bis dahin reformatorisch gesinnte – Herrschaft Hernals übernahm. Als Zeichen des Sieges des katholischen Glaubens und im Dienste der Re-Katholisierung wurde vom Domkapitel ein Kreuzweg von Wien nach Hernals angelegt und 1639 eröffnet. Siehe auch Kalvarienberggasse.
- Karl-Prinz-Weg (Dornbach), nicht amtliche Bezeichnung; Weg in einer Wohnsiedlung.
- Kastnergasse (Hernals), 1875 benannt nach dem Notar Johann Kastner (1819–1873), „Politiker“ (vermutlich Gemeinderat).
- Keylwerthgasse (Salmannsdorf), 1894 benannt nach Ignaz Keylwerth (1811–1885), Ehrenbürger von Salmannsdorf; er erbaute im Jahr 1875 das Haus Nr. 16 in der heutigen Keylwerthgasse. Die Gasse hieß zuvor Karolinengasse.
- Kindermanngasse (Hernals), 1894 benannt nach dem böhmisch-österreichischen Bischof und Schulreformer Ferdinand Kindermann von Schulstein (1740–1801), als Bischof von Leitmeritz (ab 1790) fühlte er sich der Schulbildung und der Armenpflege verpflichtet. Er gründete eine Mädchenfortbildungsanstalt und eine landwirtschaftliche Schule, die fortschrittliche Kenntnisse im Acker- und Obstbau vermittelte. 1779 gründete er die erste Industrieschule, die zur Hebung des Wohlstands der Bevölkerung beitragen sollte. Kindermann gehörte zu den einflussreichsten Persönlichkeiten Böhmens. Die Gasse hieß vorher Schulgasse.
- Klampfelberggasse (Dornbach, Neuwaldegg), 1878 benannt; sie führt auf den Klampfelberg, einen Ausläufer des Schafberges. Die Gebirgszüge des Schafbergs und des Michaelerbergs sind Nebenzüge des Wienerwaldes und bilden den Gebirgsrand gegen das Wiener Becken. Die Gasse hieß 1871–1878 Berggasse.
- Kleeblattweg (Neuwaldegg, Kleingartenanlage „Hügelwiese“), 1996 benannt nach einer bereits zuvor ortsüblichen Bezeichnung.
- Kleegasse (Dornbach, Kleingartenanlage „Mitterberg und Trenkwald“), nicht amtliche Bezeichnung.
- Klopstockgasse (Hernals), 1894 benannt nach dem deutschen Dichter Friedrich Gottlieb Klopstock (1724–1803); er gilt als Begründer der Erlebnisdichtung und des deutschen Irrationalismus. Sein Wirken erstreckte sich über große Teile der Epoche der Aufklärung, speziell der Empfindsamkeit. Des Weiteren gilt Klopstock als ein bedeutender Wegbereiter für die Epoche des Sturm und Drang. Die Gasse hieß vorher Lessinggasse.
- Klosterbergweg (Neuwaldegg, Kleingartenanlage „Hügelwiese“), 2008 benannt.
- Knollgasse (Dornbach), 1894 benannt nach dem Geistlichen Anton Knoll, Pfarrer von Dornbach (1753–1758). Hieß vorher Gemeindegasse.
- Knospenweg (Dornbach, Kleingartenanlage „Mitterberg und Trenkwald“), nicht amtliche Bezeichnung.
- Korngasse (Dornbach), 1939 benannt nach dem Schauspieler-Ehepaar Maximilian Korn (1782–1854) und Wilhelmine Korn (1786–1843). Maximilian Korn spielte ab 1802 am Burgtheater, vor allem in der Rolle des jugendlichen Helden; ab 1812 wirkte er auch als Regisseur. Er trat am Burgtheater 5.786-mal auf und spielte 250 verschiedene Rollen.[23] Wilhelmine Korn debütierte ebenfalls 1802 am Burgtheater und spielte bevorzugt die Rollen der jugendlichen Liebhaberin und der Naiven. 1830 wurde sie krankheitshalber pensioniert.[24] Die Gasse hieß vorher ab 1912 Kornstraße.
- Kretschekgasse (Dornbach), 1932 benannt nach Karl Kretschek (1856–1929), christlichsozialer Bezirksvorsteher von Hernals (1905–1919).
- Kreuzgasse (Hernals), benannt (Datum unbekannt) nach einem auf offenem Feld aufgestellten, 1759 erneuerten Kruzifix. Durchwegs mit gründerzeitlichen Gebäuden bebaut, erstreckt sich die Gasse als typische Wiener Vorstadtstraße zwischen Währinger Gürtel und Simonygasse an der Vorortelinie und bildet eine wichtige Ost-West-Verbindung des Bezirks. Der letzte Häuserblock links vor der Kreuzgassenbrücke und die südliche Brückenhälfte gehören zum 17. Bezirk. Im 10. Bezirk befindet sich ebenfalls eine Kreuzgasse.
- Kreuzwiesengasse (Dornbach, Neuwaldegg), 1894 benannt nach einem alten Flurnamen. Hieß vorher Pötzleinsdorfer Straße.
- Kulmgasse (Hernals), 1884 benannt zur Erinnerung an die Schlacht bei Kulm (1813), bei der russische, österreichische und preußische Truppen unter General Friedrich von Kleist ein französisches Heer besiegten. Die Gasse hieß vorher Uniongasse.

## L
- Lacknergasse (Hernals), 1894 benannt nach Matthias von Lackner (Lebensdaten unbekannt), um 1720 Grundbesitzer in Weinhaus. Die Gasse hieß ursprünglich Obere Annagasse, später Annagasse.
- Lascygasse (Dornbach), 1877 benannt nach dem Offizier Franz Moritz von Lacy (auch Lascy, 1725–1801), Feldmarschallleutnant (ab 1757), General-Feldzeugmeister (ab 1759), Hofkriegsrat (ab 1763), Hofkriegsratspräsident (1766–1774). Er war ein Vertrauter Maria Theresias, Freund von Joseph II. und Reorganisator des österreichischen Heerwesens. Lacy kaufte 1765 das Schloss Neuwaldegg und ließ das Gelände zu einem Naturpark umgestalten, der damals einer der größten Lust- und Landschaftsgärten Europas war (heute: Schwarzenbergpark). Am Hameau, dem höchsten Punkt des Parks, wurden 17 Hütten errichtet, die der Unterbringung von Graf Lacys Gästen dienten; siehe die Hameaustraße im 19. Bezirk Döbling. Ab 1781 ließ Lacy das Schloss Wilhelminenberg in Ottakring erbauen.
- Laubengasse (Dornbach, Kleingartenanlage „Mitterberg und Trenkwald“), nicht amtliche Bezeichnung.
- Lazargasse (Hernals, Dornbach), 1962 benannt nach dem Kinderarzt Erwin Lazar (1877–1932), Leiter der „Heilpädagogischen Station“ der Wiener Universitäts-Kinderklinik (ab 1911), wo weltweit erstmals neurologische, nervöse und seelische Störungen bei Kindern erforscht wurden. Weiters verbesserte Lazar die Ausbildung der Erzieher, entwickelte eine frühe Form des Intelligenztests und hatte entscheidenden Einfluss auf die Gestaltung des österreichischen Jugendstrafrechts, das als eines der fortschrittlichsten seiner Zeit galt.[25] Lazars Vorgesetzter an der Universitäts-Kinderklinik war Clemens von Pirquet; siehe die Pirquetgasse im 22. Bezirk Donaustadt.
- Leitermayergasse (Hernals), 1894 benannt nach dem Musiker und Musiklehrer Michael Leitermayer (1799–1867), Chorregent und Organist der Lichtentaler Pfarrkirche in Alsergrund (ab 1827); er war ein Mitschüler und Freund von Franz Schubert und leitete zahlreiche Uraufführungen dessen kirchlicher Werke, unter anderem 1829 Schuberts Messe in Es-Dur (D 950).[26] Sein Sohn Alexander Leitermayer (1826–1898) wurde ein populärer Kapellmeister und Komponist.[27]
- Leopold-Ernst-Gasse (Hernals), 1894 benannt nach dem Architekten Leopold Ernst (1808–1862), Dombaumeister von St. Stephan in Wien (ab 1853). Neben der Restaurierung des Doms gestaltete er das Palais Niederösterreich in der Wiener Herrengasse und das Schloss Grafenegg neu. Die Gasse hieß ursprünglich Gebhartgasse, dann Gstättengasse, und danach bis 1894 Leopoldigasse.
- Leopold-Kunschak-Platz (Hernals), 1971 benannt nach dem Politiker Leopold Kunschak (1871–1953), Begründer des christlichsozialen Arbeitervereins (1892), Wiener Gemeinderat (1904–1934), Abgeordneter zum Reichsrat (1907–1911), Abgeordneter zum Nationalrat (1920–1934), Mitglied des Staatsrats (1934–1938), Mitbegründer des ÖAAB und der ÖVP (1945), Vizebürgermeister von Wien (1945–1946), Nationalratspräsident (1945–1953). Im Historikerbericht Straßennamen Wiens seit 1860 als „Politische Erinnerungsorte“ aus dem Jahr 2013 ist die Straße Gruppe A (intensiver Diskussionsbedarf) zugeordnet.[28]
- Leopold-Stockert-Platz (Dornbach, Siedlung „Geistiger Arbeiter“), nicht amtliche Bezeichnung nach Leopold Stockert (1860–1938), Siedlerfunktionär; seine Frau war die Erzählerin und Lyrikerin Dora von Stockert-Meynert.
- Leyßgasse (Dornbach), 1910 benannt nach dem Beamten Julius Sebastian Leyß zu Laimburg (1815–1901), k.k. Hofbereiter, Landesrat von Tirol, Reitlehrer von Kaiser Franz Joseph I.[29]
- Liane-Haid-Weg (Dornbach), 2008 benannt nach der Schauspielerin und Sängerin Liane Haid (1895–2000); von 1915 bis 1953 spielte und sang sie in zahlreichen Filmen. In dem Streifen Das Lied ist aus sang sie den Schlager, der dann berühmt wurde: Adieu mein kleiner Gardeoffizier (1930). Einer ihrer bekanntesten Filme war Ungeküsst soll man nicht schlafen gehen (1936). Sie starb im Alter von 105 Jahren.
- Lidlgasse (Hernals), 1908 benannt nach dem Beamten Matthias Lidl von Schwanau (auch Lydl, 1666–1749), kaiserlicher Sekretär, Hofkriegsrat, Hausbesitzer in Gersthof; er stiftete 1.600 Gulden für den Bau der Pfarrkirche St. Gertrud in Währing.[30] Die Gasse war zuvor Teil der Schöffelgasse (18. Bezirk, Gersthof). Das Gebiet um die Gasse gehörte um 1900 noch zu Gersthof; 1912 verlief dann die Grenze zwischen 17. und 18. Bezirk bei der Czartoryskigasse, die Lidlgasse reichte im Norden bis dorthin. Später wurde die Grenze hier wieder etwas nach Süden an die Gersthofer Straße verschoben, die Lidlgasse entsprechend verkürzt und der wieder zum 18. Bezirk gelangte Teil in Schöffelgasse zurück benannt.
- Liebknechtgasse (Dornbach), 1927 benannt nach Wilhelm Liebknecht (1826–1900) und seinem Sohn Karl Liebknecht (1871–1919), beide Politiker. Wilhelm Liebknecht war einer der Gründerväter der Sozialdemokratischen Partei Deutschlands (SPD). Er wurde während der ersten Jahrzehnte des deutschen Kaiserreichs zu einem der profiliertesten sozialistischen Politiker im Reichstag. Karl Liebknecht war ein prominenter internationalistischer Sozialist und Antimilitarist. Ab 1914 bestimmte er mit Rosa Luxemburg die Linie der Gruppe Internationale (des späteren Spartakusbundes) mit. Zum Jahreswechsel 1918/19 war Liebknecht einer der Gründer der Kommunistischen Partei Deutschlands. Kurz nach der Niederschlagung des Spartakusaufstands wurde er mit Rosa Luxemburg von Freikorps-Soldaten ermordet. Siehe auch die Rosa-Luxemburg-Gasse im 16. Bezirk Ottakring. Die Gasse hieß ursprünglich Dürauergasse und von 1934 bis 1953 Eberhartgasse.
- Lienfeldergasse (Hernals), 1899 benannt nach dem Namen einer Weinriede, die bereits 1352 als Lyenfeld erwähnt worden war.
- Lobenhauerngasse (Hernals), ca. 1864 benannt nach einer schon 1410 erwähnten Weinriede.
- Lorenz-Bayer-Platz (Hernals), 1905 benannt nach Lorenz Bayer (1826–1894), Gemeinderat in Hernals; der Lorenz-Bayer-Park ist ebenfalls nach ihm benannt. Der Platz hieß 1938–1945 Domesplatz.
- Luchtengasse (Dornbach), 1899 benannt nach einem Flurnamen, der bereits 1660 als Luefft erwähnt worden war.

## M
- Marie-Jahoda-Gasse (Dornbach), 2008 benannt nach der Sozialpsychologin Marie Jahoda (1907–2001); gemeinsam mit ihrem damaligen Mann Paul Felix Lazarsfeld und Hans Zeisel führte sie 1932 eine der berühmtesten sozialpsychologischen Studien überhaupt durch, nämlich über Die Arbeitslosen von Marienthal, einem Ort südlich von Wien. (Siehe auch die Lazarsfeldgasse im 21. Bezirk Floridsdorf und die Schenk-Danzinger-Gasse im 22. Bezirk Donaustadt.) Jahoda engagierte sich politisch in der Sozialdemokratischen Arbeiterpartei, bei den Revolutionären Sozialisten sowie bei der Auslandsvertretung der österreichischen Sozialisten.
- Mariengasse (Hernals), ca. 1864 benannt; Benennungsgrund unbekannt. (Nicht nach der Redemptoristenkirche „Zur hl. Maria von der immerwährenden Hilfe“, da diese erst 1886–1889 erbaut wurde.)
- Marienweg (Dornbach, Kleingartenanlage „Geistiger Arbeiter“), nicht amtliche Bezeichnung nach der Frau eines Kleingartenfunktionärs.
- Max-Brod-Gasse (Dornbach), 1973 benannt nach dem Schriftsteller Max Brod (1884–1968). Während sein einst sehr erfolgreiches literarisches Werk heute weitgehend unbeachtet ist, bleibt sein eminentes Verdienst um die Werke des Schriftstellers Franz Kafka und des Komponisten Leoš Janáček unvergessen. Er gilt auch als Entdecker des Dichters Franz Werfel.
- Maximilian-Schober-Gasse (Dornbach, Kleingartenanlage „Geistiger Arbeiter“), nicht amtliche Bezeichnung nach einem Kleingartenfunktionär.
- Mayssengasse (Hernals), ca. 1864 benannt nach dem Lehrer Josef Mayssen (1790–1860), Schulleiter in Hernals.
- Merktweg (Dornbach), 1959 benannt nach dem Kellner und volkstümlichen Dichter Eduard Merkt (1852–1908); er schrieb rund 1.000 Liedtexte, die unter anderem von Carl Michael Ziehrer, Johann Schrammel, Johann Sioly, Theodor Franz Schild, Franz Lehár und Carl Wilhelm Drescher vertont wurden.[31]
- Mittelweg (Dornbach, Kleingartenanlage „Schafberg C“), nicht amtliche Bezeichnung.
- Möhnergasse (Dornbach), 1904 benannt nach dem Benediktinermönch Reginbald Möhner († 1672); Konventuale im Kloster St. Ulrich und Afra in Augsburg. Er reiste während des Dreißigjährigen Krieges durch Österreich (1635–1636 und 1646) und schrieb seine Erlebnisse nieder. Der lebenslustige kaiserliche Feldkaplan lieferte in seinen Reiseschilderungen einen mit Humor und feinen Beobachtungen gewürzten, interessanten Beitrag zur Kenntnis des Volkes, Adels und Klerus in Österreich und Bayern.[32]
- Molnargasse (Dornbach), 1959 benannt nach dem ungarischen Schriftsteller und Journalisten Ferenc Molnár (1878–1952); er gilt als der bedeutendste ungarische Dramatiker des 20. Jahrhunderts. Sein bekanntestes Werk ist das Theaterstück Liliom (1909).
- Montigasse (Dornbach), 1966 benannt nach dem Mediziner Alois Monti (1839–1909), Kinderarzt am St. Anna Kinderspital (ab 1862), Mitbegründer und Leiter der 2. Kinderabteilung der Allgemeinen Poliklinik (ab 1872), Direktor der Klinik (ab 1893). Neben seinen Verdiensten um die Poliklinik erlangte er Bedeutung durch die von ihm entwickelte Dauerbehandlung der Tuberkulose.[33]
- Moosgasse (Dornbach, Kleingartenanlage „Mitterberg und Trenkwald“), nicht amtliche Bezeichnung.
- Müglendergasse (Hernals), 1894 benannt nach Andreas Johann Müglender (auch Muglender bzw. Mugländer, Lebensdaten unbekannt), lutherischer Prediger; er kam 1568 auf Veranlassung der protestantischen Familie Geyer nach Hernals.[34] Zu seinen Predigten strömten viele Wiener Bürger nach Hernals; in der Folge nahm die Zahl der Protestanten in Hernals stark zu. Auf Veranlassung von Kaiser Rudolf II. wurde 1577 die Kirche geschlossen und Müglender mehrere Monate lang eingesperrt.[35][36][37] Die Gasse hieß vorher Pichlergasse.

## N
- Nachreihengasse (Dornbach), 1923 benannt nach einem Flurnamen, der schon 1428 urkundlich als Nachraien erwähnt wurde, 1660 als Wachrain und 1751 als Nachrain. „Rain“ ist altes Deutsch für neben einer Flurgrenze, und bezeichnet auch den Übergang zwischen einer Feldterrasse zur nächsten.
- Nattergasse (Hernals), 1894 benannt nach dem Bildhauer Heinrich Natter (1844–1892); er schuf unter anderem Skulpturen für das Burgtheater (1887), das Haydn-Denkmal (1887) in Wien, das Andreas-Hofer-Denkmal auf dem Bergisel bei Innsbruck, das Ulrich-Zwingli-Denkmal in Zürich und das Walther-Denkmal in Bozen. Die Gasse hieß vorher Krongasse.
- Nesselgasse (Hernals), ca. 1864–1871 benannt nach dem Nesselbach (auch Nestelbach oder Steinbergerbach), einem Nebenbach der Als. Der Name des Baches stammt von den einst am Ufer zahlreich vorkommenden Brennnesseln.
- Neuntegasse (Dornbach), nicht amtliche Bezeichnung; Weg in einer Wohnsiedlung.
- Neuwaldegger Straße (Neuwaldegg), 1894 benannt zur Wahrung des Namens der ehemals selbstständigen Gemeinde Neuwaldegg, die 1530 gegründet und 1892 mit Dornbach und Hernals zum 17. Bezirk eingemeindet wurde. Die Straße hieß vorher Hauptstraße.

## O
- Obeliskenweg (Dornbach, Kleingartenanlage „Geistiger Arbeiter“), nicht amtliche Bezeichnung, angeblich benannt nach den Obelisken in der Allee des Schlosses Neuwaldegg.
- Oberwiedenstraße (Dornbach), 1919 benannt nach einem Flurnamen. Ein Widem (mittelhochdeutsch) bzw. Wittum bezeichnet unter anderem ein mit einem Kirchenamt verbundenes, zum Unterhalt des Amtsinhabers bestimmtes Vermögen.[38] Die Straße hieß ursprünglich Wilhelminenbergstraße und dann Oberwiedengasse.
- Ortliebgasse (Hernals), 1894 benannt nach Ortliebus de Als (Ortlieb von Als, Lebensdaten unbekannt); er wird um 1290 als Besitzer der Herrschaft von Hernals erwähnt. Die Gasse hieß ursprünglich Franzensgasse und dann Herrengasse.
- Ottakringer Straße (Hernals), 1894 benannt zur Wahrung des Namens der ehemals selbstständigen Gemeinde Ottakring, die erstmals Mitte des 12. Jahrhunderts als Otachringen urkundlich erwähnt und 1892 eingemeindet wurde. Die Straße hieß im 17. Bezirk ursprünglich Obere Hauptstraße. Seit der Westverschiebung der Grenze zum 8. und zum 9. Bezirk an den Hernalser Gürtel, 1905, beginnt die Ottakringer Straße dort mit den Hausnummern 5 und 10. Die Häuserblöcke östlich des Gürtels wurden in die Alser Straße einbezogen.

## P
- Palffygasse (Hernals), ca. 1864–1871 benannt nach dem Montanisten und Theaterdirektor Ferdinand Pálffy von Erdőd (1774–1840), Beamter im Amt für Münz- und Bergwesen. 1807 pachtete er die beiden Hoftheater, die er ab 1810 leitete. Er organisierte sie neu und trennte sie in ein Sprechtheater (Burgtheater) und ein Musiktheater (Kärntnertor-Theater). 1814 verpflichtete er Joseph Schreyvogel als Burgtheaterdirektor, der Deutsch statt Französisch und Italienisch als neue Bühnensprache eingeführte.[39] Pálffy besaß Grund und ein Schloss in Hernals.
- Parhamerplatz (Hernals), benannt 1894 nach dem Jesuiten Ignaz Parhamer (sic!, 1715–1786); er förderte den Schulbesuch der Stadtbevölkerung und vor allem die religiöse Unterweisung. Er verfasste Katechismen und baute die Christenlehrbruderschaft aus. Ab 1759 leitete er in militärischem Stil ein Wiener Waisenhaus, das Vorbild für ähnliche Einrichtungen in der österreichischen Monarchie wurde. 1781–1782 amtierte er als Rektor der Universität Wien. Der Platz hieß vorher Petersplatz und 1938–1945 Planettaplatz.
- Paschinggasse (Dornbach), 1912 benannt nach dem Fleischhauer Ferdinand Pasching (1832–1894), letzter Bürgermeister von Dornbach (1885–1891).
- Paul-Konrath-Gasse (Dornbach), 1894 benannt nach dem Gastwirt Paul Konrath (1817–1863); er führte ab 1825 einen regelmäßigen Fuhrwerksverkehr ein, der Ausflügler von Wien nach Dornbach brachte.[40] Die Gasse hieß vorher ab 1877 Konrathgasse.
- Petrus-Klotz-Gasse (Dornbach), benannt (Datum unbekannt) nach dem Abt und Reiseschriftsteller Petrus Klotz (1878–1967), Erzabt des Benediktinerstiftes Sankt Peter in Salzburg, Initiator der Salzburger Hochschulwochen. Er unternahm viele große Reisen und schrieb über seine Erfahrungen.
- Pezzlgasse (Hernals), 1894 benannt nach dem Schriftsteller und Bibliothekar Johann Pezzl (1756–1823); er war ein bedeutender Wiener Aufklärer, Topograf und Sittenschilderer, der zur Entstehung des österreichischen Nationalbewusstseins beigetragen hat. Er verfasste unter anderem: „Skizze von Wien“ (1786–1790, 6 Hefte), „Neue Skizze von Wien“ (1805), „Beschreibung von Wien“ (1806), „Die Umgebungen Wiens“ (1807), „Beschreibung der Haupt- und Residenz-Stadt Wien“ (1816), „Wien mit Umgebung und dessen Merkwürdigkeiten“ (1821), „Chronik von Wien“ (1824). Der Pezzlpark, heute Frederic-Morton-Park, war bis 2019 ebenfalls nach ihm benannt. Die Gasse hieß vorher Karlsgasse.
- Plachygasse (Dornbach), 1929 benannt nach dem mährisch-österreichischen Komponisten, Pianisten und Musiklehrer Wenzel Plachy (1785–1858), Organist der Piaristenkirche (1811–1858);[41] er komponierte neben einer Messe vor allem Klaviermusik. Als Klavierlehrer unterrichtete er unter anderem die Brüder Johann Strauss (Sohn) und Josef Strauss.[42]
- Pointengasse (Dornbach), benannt (Datum unbekannt) nach einem Flurnamen. Point (auch Peunt) bezeichnete ein eingezäuntes Grundstück ohne Flurzwang.
- Pretschgogasse (Dornbach), 1894 benannt nach dem Geistlichen Andreas Pretschgo (1808–1873), Pfarrer von Dornbach (1858–1863). Die Gasse hieß vorher Andreasgasse.
- Promenadegasse (Dornbach), Benennungsdatum unbekannt; Spazierweg zum Heuberg (464 m) im Wienerwald.
- Promenadeweg (Neuwaldegg, Kleingartenanlage „Hügelwiese“), 2008 benannt; Spazierweg zur Wiener Höhenstraße.

## Q
- Quellenweg (Neuwaldegg, Siedlung „Waldandacht“), 2008 benannt.

## R

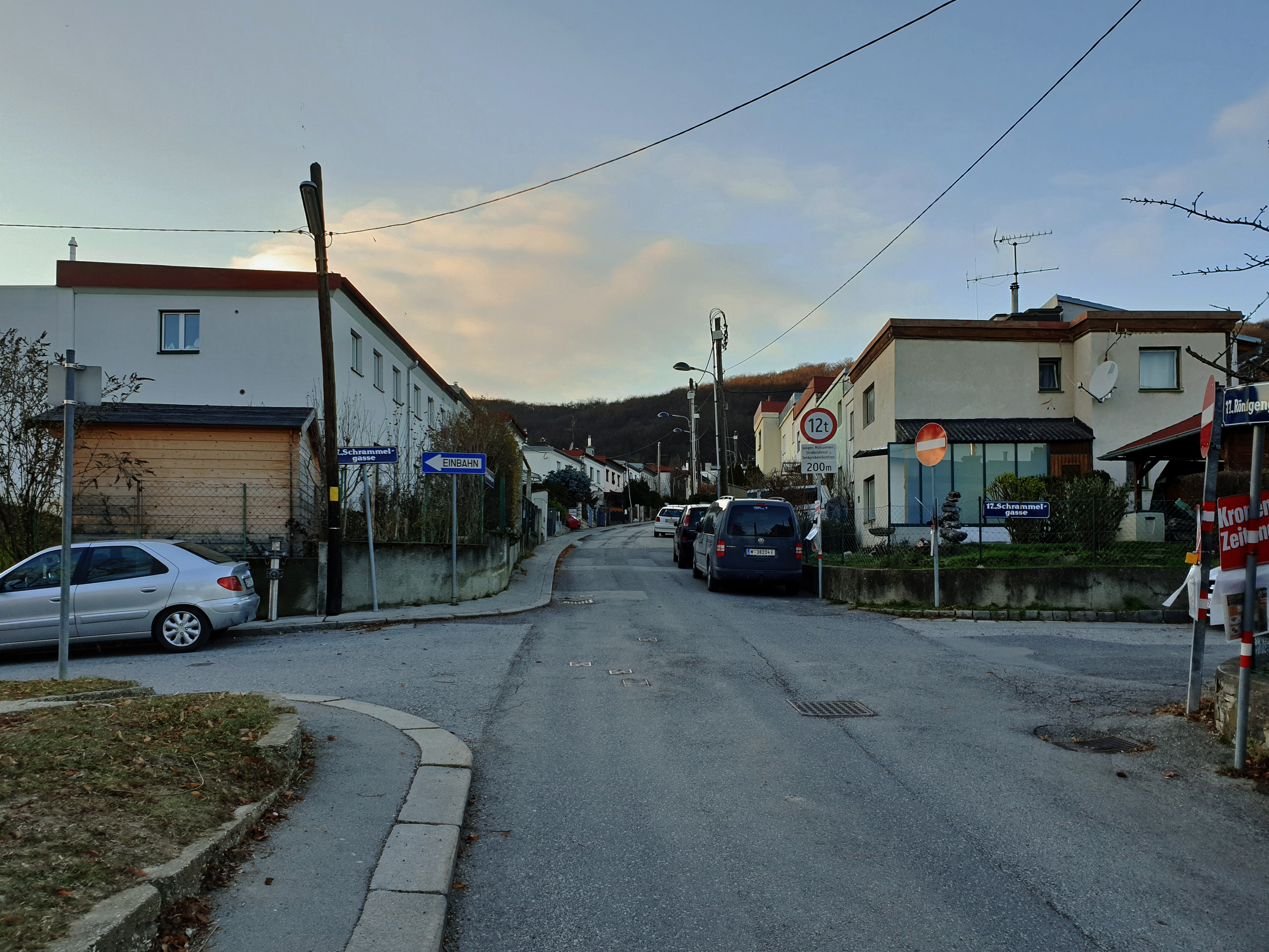
Röntgengasse an der Kreuzung mit der Schrammelgasse

- Ranftlgasse (Hernals), 1894 benannt nach dem Maler und Grafiker Matthias Johann Ranftl (1804–1854), Künstler des Wiener Biedermeier. Seine Bildthemen reichten von der Landschaftsmalerei über das Porträt, das Historien- und das religiöse Altarbild bis zur Genremalerei, für die er heute noch am bekanntesten ist. Dem Genre wandte er sich nach 1831 in seiner Wiener Zeit hauptsächlich zu. Es entstanden dabei Bilder aus dem ländlichen Bereich und Szenen aus Wien. Die Gasse hieß davor Währinger Gasse.
- Rebenweg (Dornbach), 1966 benannt in Bezug auf den Weinbau in der Umgebung.
- Redtenbachergasse (Hernals), 1894 benannt nach dem Zoologen Ludwig Redtenbacher (1814–1876), Professor in Prag (1851–1852), Direktor des Naturhistorischen Museums Wien (ab 1860); er gilt als bedeutendster österreichischer Koleopterologe seiner Zeit. Die Gasse hieß vorher Schottengasse.
- Rhigasgasse (Hernals), 1930 benannt nach dem griechischen Schriftsteller und Revolutionär Rigas Velestinlis (sic!, 1757–1798); er gilt neben Adamantios Korais als Wegbereiter der griechischen Revolution von 1821, die zur griechischen Unabhängigkeit vom Osmanischen Reich führte. Velestinlis lebte 1796 in Wien und komponierte hier revolutionäre Lieder, die später in das griechische Kulturerbe eingingen. Die Gasse hieß vorher Pezzlgasse.
- Richthausenstraße (Hernals), 1894 benannt nach dem Chemiker, Münzfachmann und Mäzen Johann Konrad Richthausen von Chaos (1604–1663), Münzmeister in Brünn und Wien, Oberst-Erbmünzmeister in Österreich unter und ob der Enns (ab 1654). In seinem Testament setzte er die Chaos’sche Stiftung zum Erben ein, die ein Waisenhaus, genannt Chaossches Stiftungshaus, begründete. Siehe die Stiftgasse im 7. Bezirk Neubau.
- Ringweg (Neuwaldegg, Kleingartenanlage „Hügelwiese“), nicht amtliche Bezeichnung.
- Roggendorfgasse (Hernals), 1894 benannt nach dem Beamten, Politiker und General Wilhelm von Rogendorf (1481–1541), Hofmeister von Erzherzog Ferdinand I. Er kommandierte unter seinem Schwager Niklas von Salm (1459–1530) in der Türkenbelagerung von 1529 die schwere Kavallerie. Im darauffolgenden Jahr wurde er zum Obersthofmeister ernannt und zählte in den folgenden Jahren zu den einflussreichsten Politikern im Umfeld König Ferdinands I.
- Rohrerhüttenweg (Neuwaldegg), 1961 benannt nach der ehemaligen Gastwirtschaft „Rohrerhütte“ (nach Karl Rohrer, *1850; † 1902), die bis heute Wienerwald-Wanderern zur topografischen Orientierung dient.[43]
- Rokitanskygasse (Hernals), 1864 benannt (Datum möglicherweise falsch) nach dem böhmisch-österreichischen Mediziner, Politiker und Philosophen Carl von Rokitansky (eigentlich Karel Rokytanský, 1804–1878), Professor für pathologische Anatomie an der Universität Wien (1834–1875). Durch seine Arbeiten löste er eine wissenschaftliche Revolution aus und wurde zum Mitbegründer der Zweiten Wiener Medizinischen Schule, die zu einer modernen, naturwissenschaftlich orientierten Medizin führte. Rokitansky war auch Gemeinderat in Hernals.
- Römergasse (Hernals), 1894 benannt zur Erinnerung an die Römerzeit Wiens (in 16., Ottakring, seit 1875).
- Röntgengasse (Dornbach), 1923 benannt nach dem deutschen Physiker Wilhelm Conrad Röntgen (1845–1923); er entdeckte 1895 im Physikalischen Institut der Universität Würzburg die nach ihm benannten Röntgenstrahlen. Hierfür erhielt er 1901 als erster den Nobelpreis für Physik.[44] Seine Entdeckung revolutionierte unter anderem die medizinische Diagnostik und führte zu weiteren wichtigen Erkenntnissen des 20. Jahrhunderts, zum Beispiel der Entdeckung und Erforschung der Radioaktivität.
- Rosa-Heinz-Weg (Dornbach), 2016 benannt nach der Politikerin Rosa Heinz (1922–2010); die gelernte Schaffnerin war ab 1960 Betriebsrätin am Bahnhof Hernals. 1973 wurde sie Erste Bezirksfrauenleiterin in Hernals, 1973–1979 war sie Mitglied des Bundesrats und 1979–1987 Mitglied des Gemeinderats.
- Rosenackerstraße (Dornbach), 1912 benannt nach einem Flurnamen, der schon 1352 urkundlich erwähnt wurde.
- Rosensteingasse (Hernals), benannt 1894 nach Leopold Häckl Reichsritter von Rosenstein zu Peschwitz († 1832), Herr und Landmann in Böhmen, Grundbesitzer in Hernals; er vermachte seinen Besitz der Gemeinde Hernals.[45]
- Rosenweg (Dornbach, Kleingartenanlage „Geistiger Arbeiter“), nicht amtliche Bezeichnung.
- Rötzergasse (Hernals), 1864 benannt nach dem Unternehmer Franz Rötzer (Lebensdaten unbekannt), Farbenerzeuger und Grundbesitzer.
- Rudolf-Bärenhart-Gasse (Dornbach), 1933 benannt nach dem Bildhauer Rudolf Bärenhart (1814–1836). Der Siebenbürger kam 1825 als Gefäßmodelleur an die Wiener Porzellanmanufaktur und studierte an der Wiener Akademie. Von ihm sind nur vier Plastiken bekannt, darunter ein 1834 fertig gestellter „Christus am Kreuze“ für die Kirche St. Laurenz am Schottenfeld. 1835 ging er mit Unterstützung von Erzherzogin Sophie Friederike von Bayern, Mutter des späteren Kaisers Franz Joseph I., nach München und entwarf dort ein monumentales Denkmal für den eben verstorbenen Kaiser Franz I.[46], das nicht ausgeführt wurde. Er starb schon im Jahr darauf an der Cholera.[47] Die Gasse hieß vorher ab 1923 Ziehrergasse.
- Rudolf-Kirchschläger-Platz (Neuwaldegg), 2008 benannt nach dem Diplomaten und parteilosen Politiker Rudolf Kirchschläger (1915–2000), Leiter der österreichischen Gesandtschaft in Prag (1967–1970), Außenminister (1970–1974), Bundespräsident (1974–1986). Kirchschläger war ein – auch in seiner persönlichen Bescheidenheit – unumstrittenes Staatsoberhaupt mit großer Autorität.
- Ruhrhofergasse (Hernals), 1908 benannt nach dem Weinbauern Karl Ruhrhofer (1824–1889), Gemeinderat. Ein Teil der Gasse hieß bis 1920 Weißkerngasse.
- Rupertusplatz (Dornbach), 1894 benannt nach der Pfarrkirche Dornbach „Zum hl. Rupertus“, die 1687/88 erbaut, 1755/56 barock erweitert und 1931/32 von Clemens Holzmeister umgestaltet wurde. Beim Aufgang zum Pfarrhof ist ein Steinmosaik mit einer Darstellung des heiligen Rupert angebracht, das 1959 von Erich Huber geschaffen wurde. Der Platz hieß ursprünglich Hauptplatz und später Kirchenplatz.

## S
- Sandleitengasse (Dornbach), 1894 benannt nach einem Flurnamen. Als Leite bezeichnete man einen recht steilen Berghang; bis 1880 gab es hier ein Sandgewinnungslager. Die Gasse hieß vorher Dornbacher Straße.
- Sankt …: siehe St.-…
- Sautergasse (Hernals, Dornbach), 1876 benannt nach dem Dichter Ferdinand Sauter (1804–1854), im Hauptberuf Polizzenschreiber bei der „Niederösterreichischen Assekuranz-Versicherungs-Gesellschaft“. Mit seinen politischen, volksliedhaften, meist von Schwermut getragenen Gedichten machte er sich als Dichter-Bohemien des Wiener Vormärz einen Namen. Er gehörte zum Kreis um Nikolaus Lenau und Adalbert Stifter. Sauter erlangte als Volksdichter der einfachen Leute in den Wiener Vororten Hernals und Neulerchenfeld eine außergewöhnliche Berühmtheit. Er verfiel in Neulerchenfelder Wirtshäusern dem Alkohol und starb schließlich an Cholera. Die Gasse hieß ursprünglich Rosenhügelgasse, dann Zeillergasse.
- Savoyenstraße (Dornbach), 1897 benannt nach der deutschen Prinzessin Maria Christina Albertina Carolina von Sachsen (1779–1851), verwitwete Herzogin von Savoyen; sie zog 1824 gemeinsam mit ihrem zweiten Mann Jules Maximilien Thibault de Montléart (1787–1865) nach Wien und erwarb ein Anwesen am Gallitzinberg. Ihr Sohn, Moritz Fürst Montléart († 1887), schenkte den Besitz seiner Gattin Wilhelmine (1820–1895). Siehe auch die Curlandgasse in Hernals sowie den Wilhelminenberg, die Wilhelminenstraße und die Montleartstraße in Ottakring. Die Straße hieß vorher Plankengasse.
- Schadinagasse (Hernals), 1894 benannt nach dem Geistlichen Johann Baptist Schadina, Pfarrer von Dornbach (1683–1688); er erwarb sich Verdienste um den Wiederaufbau der Kirche nach der zweiten Wiener Türkenbelagerung.
- Schaukalgasse (Dornbach), 1973 benannt nach dem Beamten und Dichter Richard von Schaukal (1874–1942); sein auf Lyrik und Novellistik konzentriertes Œuvre umfasst über 75 Werke. Ähnlich wie Hugo von Hofmannsthal oder Anton Wildgans konnte er sich mit dem Untergang der Donaumonarchie nicht abfinden und verfasste als überzeugter Österreicher und Monarchist kontemplative Texte mit katholisch-philosophischer Prägung sowie biographische Erzählungen. Im Historikerbericht Straßennamen Wiens seit 1860 als „Politische Erinnerungsorte“ aus dem Jahr 2013 ist die Straße Gruppe B (Diskussionsbedarf) zugeordnet.[28]
- Schellhammergasse (Hernals), 1894 benannt nach Oberleutnant Franz Edler von Schellhammer (1775–1831); er besaß ein Anwesen („Schellhammerhof“), aus dem später das „Yppensche Invalidenhaus“ wurde. Siehe auch die Yppengasse und den Yppenplatz im 16. Bezirk Ottakring. Die Gasse hieß vorher in Hernals Fuhrmanngasse.
- Scherlandgasse (Dornbach), 1936 benannt nach einem Flurnamen.
- Schöberweg (Dornbach), 1949 benannt nach dem Straßenbahnschaffner Johann Schöber (1902–1942); er war führender Funktionär der KPÖ und organisierte unter anderem die Einfuhr kommunistischer Flugschriften aus dem Ausland. Er wurde 1940 festgenommen und 1942 vom Volksgerichtshof wegen „Vorbereitung zum Hochverrat“ zum Tode verurteilt und hingerichtet.[48]
- Schönbrunner Graben (Dornbach), 1962 benannt nach einem Gebiet mit guten Quellen, die von den Jagdgesellschaften Maria Theresias benutzt wurden.
- Schrammelgasse (Dornbach), 1923 benannt nach dem Komponisten und Musiker Johann Schrammel (1850–1893); er gründete 1878 mit seinem Bruder Josef Schrammel und dem Gitarristen Draskovits ein Trio, das sich „D’Nußdorfer“ nannte. 1879 wurde Draskovits durch Anton Strohmayer ersetzt. Im selben Jahr wurde das Trio durch Hinzunahme des Klarinettisten Georg Dänzer zum berühmten Schrammel-Quartett. Das Quartett erlangte mit seiner Art, volkstümliche Wiener Musik zu spielen, große Popularität und wurde so zum Begründer der nach ihm benannten Schrammelmusik.
- Schultheßgasse (Hernals), 1908 benannt nach dem Geistlichen Heinrich Schultheß (1836–1904), Pfarrer von Hernals. Die Gasse hieß ursprünglich Friedhofgasse und dann Hernalser Friedhofstraße.
- Schumanngasse (Hernals), 1894 benannt nach dem deutschen Komponisten Robert Schumann (1810–1856), bedeutender Vertreter der deutschen Romantik. Schumann war in Leipzig, Dresden und Düsseldorf tätig. Er schrieb vier Sinfonien, sowie Konzerte, Kammermusik, Klavierwerke und Liederzyklen. Die Gasse hieß im 17. Bezirk früher Mitterberggasse.
- Schutzhausweg (Dornbach, Kleingartenanlage „Schafberg C“), nicht amtliche Bezeichnung.
- Schwalbenweg (Neuwaldegg, Kleingartenanlage „Hügelwiese“), 1993 benannt nach der Vogelart Schwalbe.
- Schwarzenbergallee (Neuwaldegg), nicht amtliche Bezeichnung nach dem Adelsgeschlecht Schwarzenberg; 2,2 km lange, meist schnurgerade Allee im Schwarzenbergpark.
- Seemüllergasse (Dornbach), 1942 benannt nach dem Germanisten Joseph Seemüller (1855–1920), Professor für Altgermanistik an der Universität Wien (ab 1905); sein Spezialgebiet war die spätmittelalterliche Literatur. Weiters erforschte er deutsche Dialekte, machte ab 1899 die ersten Phonograph-Aufnahmen gesprochener Dialekte, war Mitbegründer der „Wiener dialektologischen Schule“ und Initiator des Wörterbuchs der bairischen Mundarten in Österreich (ab 1911).[49]
- Seitenberggasse (Dornbach), 1872 benannt nach dem Arzt Jakob Seitenberg (1814–1887), Gemeinderat in Ottakring.
- Sommerhaidenweg (großteils in 18., Neustift am Walde), 1901 benannt nach einem Flurnamen. Eine „Heide“ oder „Haide“ ist die Bezeichnung für einen Landschaftstyp mit oft nährstoffarmen und saurem Boden.
- Spinozagasse (Dornbach), 1933 benannt nach dem niederländischen Philosophen Baruch de Spinoza (1632–1677); er wird dem Rationalismus zugeordnet und gilt als einer der Begründer der modernen historisch-kritischen Bibelforschung. Zu seinen Hauptwerken zählt der „Tractatus theologico-politicus“ (1670). Die Gasse hieß 1938–1947 Eckermanngasse.
- Spitzackergasse (Hernals), ca. 1864 benannt nach einem Flurnamen, der sich offensichtlich auf die Form des Ackers bezieht.
- St.-Bartholomäus-Platz (Hernals), 1894 benannt nach der dem hl. Bartholomäus geweihten Kalvarienbergkirche; siehe auch Kalvarienberggasse und Kapitelgasse. Der Platz hieß vorher Kirchenplatz.
- Stefan-Zweig-Platz (Dornbach), 1960 benannt nach dem Schriftsteller Stefan Zweig (1881–1942); er trat vehement gegen Nationalismus und Revanchismus ein und warb für die Idee eines geistig geeinten Europas; viele seiner Werke sind gekennzeichnet durch Tragik, Drama, Melancholie und Resignation. Sein wohl bekanntestes Werk ist die „Schachnovelle“ (1942).
- Steinergasse (Hernals), ca. 1864 benannt nach dem Gastwirt Josef Steiner (1815–1895), Bürgermeister von Hernals. Die Gasse hieß ursprünglich Feldgasse und später Lerchenfeldgasse.
- Steinmüllergasse (Dornbach), 1927 benannt nach dem Steinmetz Rudolf Müller (1869–1926), genannt „Steinmüller“, Gemeinderat (1919–1926).
- Stöberplatz (Hernals), 1914 benannt nach dem Geistlichen Johann Stöber (1853–1913), Pfarrer von Hernals.
- Stockwiesenweg (Neuwaldegg), 1961 benannt nach dem Flurnamen „Große Stockwiese“.
- St.-Peter-Gasse (Dornbach, Kleingartenanlage „Geistiger Arbeiter“), nicht amtliche Bezeichnung, die sich auf das Stift Sankt Peter in Salzburg bezieht, das im 11. Jahrhundert Grundbesitz in Hernals hatte. Siehe auch Balderichgasse, Frauenfelderstraße, und Petrus-Klotz-Gasse.
- Syringgasse (Hernals), 1873 benannt nach dem Wachstucherzeuger Johann Georg Syring (Lebensdaten unbekannt), um 1830 Ortsrichter von Hernals.

## T

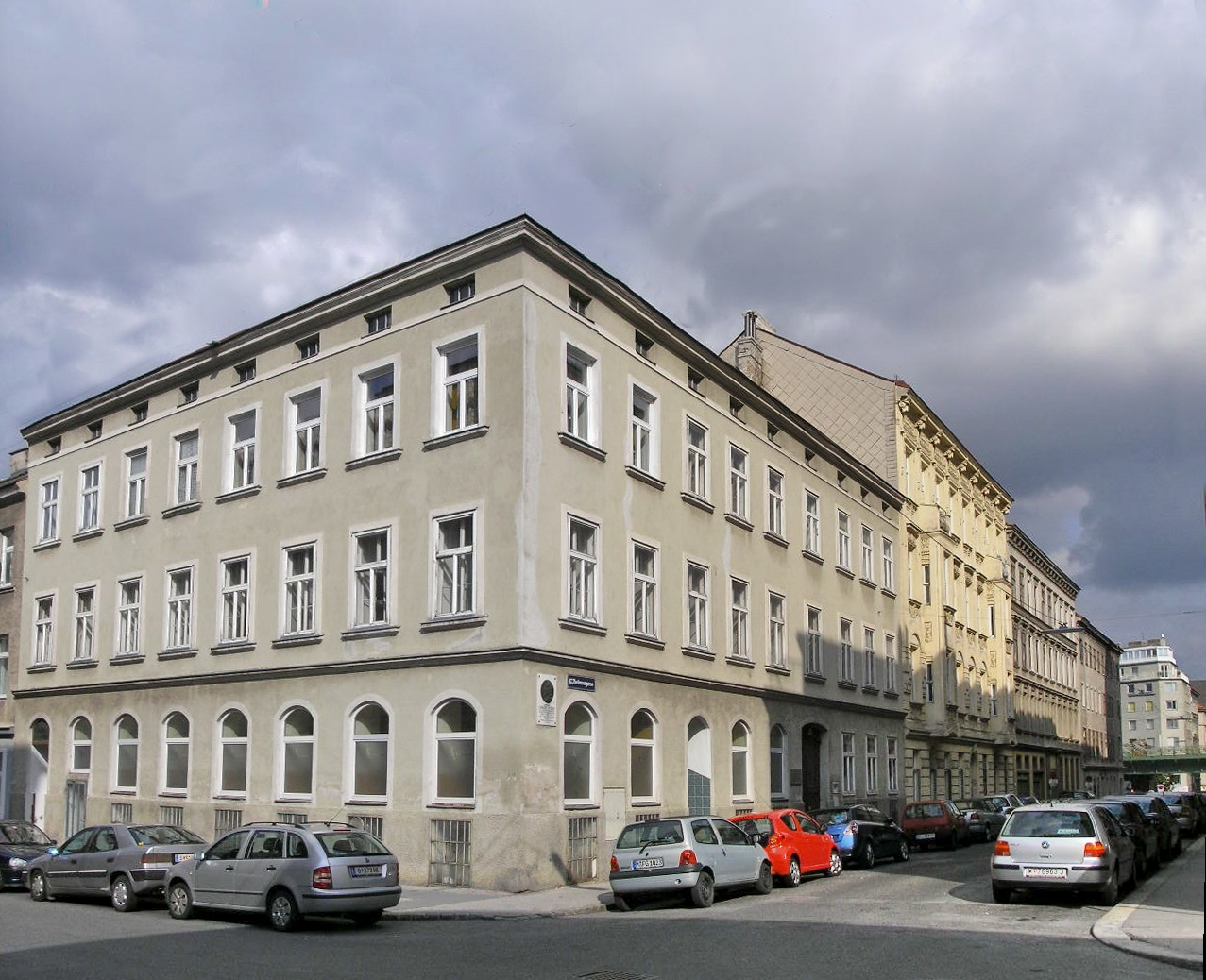
Thelemangasse/Veronikagasse

- Taubergasse (Hernals), 1894 benannt nach dem Tuchhändler Caspar Tauber († 1524); nachdem er mit den Lehren Martin Luthers in Berührung gekommen war, verfasste er eine reformatorische Flugschrift. Darin führte er Kritik an der Ohrenbeichte, der Heiligenfürbitte und der Lehre vom Fegefeuer aus. 1524 wurde er verhaftet und hingerichtet. Die Gasse hieß vorher Dorotheergasse.
- Teichgasse (Hernals), 1894 benannt nach einem 1880 zugeschütteten Ziegelteich, genannt „Ganstererteich“ nach dem Besitzer des Ziegelwerks, Matthias Gansterer. Siehe auch die Gansterergasse im 16. Bezirk Ottakring.
- Thelemangasse (Hernals), ca. 1864–1871 benannt nach dem Baumeister Friedrich Theleman (1780–1881); er entwarf die heutige Gürtelstraße und wird in den Annalen von Hernals als Wohltäter geführt.
- Thujenweg (Dornbach, Kleingartenanlage „Mitterberg und Trenkwald“), nicht amtliche Bezeichnung nach der Zierbaumgattung Thujen.
- Thymianweg (Dornbach, Kleingartenanlage „Mitterberg und Trenkwald“), nicht amtlich benannt nach der Gewürzpflanzenart Thymian.
- Tiefauweg (Neuwaldegg, Kleingartenanlage „Hügelwiese“), 2008 benannt nach einem alten Riednamen.
- Trenkwaldgasse (Dornbach), 1929 benannt nach dem Maler Josef Matthias Trenkwald (1824–1897), Professor an der Akademie der bildenden Künste (ab 1872). Er begann seine Laufbahn als Historienmaler und widmete sich dann vorwiegend religiösen Werken; so erstellte er zum Beispiel Entwürfe für die Glasgemälde in der Votivkirche. Trenkwald gilt als letzter Vertreter einer nazarenischen Kunstauffassung in Wien, eines Stils, der sich zu seinen Lebzeiten bereits überholt hatte.[50][51]
- Trimmelgasse (Dornbach), 1910 benannt nach Anton Trimmel (1832–1899), Haus- und Grundbesitzer sowie Wohltäter.
- Twarochgasse (Dornbach), 1935 benannt nach Johann Nepomuk Twaroch (1863–1930), Bezirksvorsteher-Stellvertreter von Hernals.

## U
- Umlauftgasse (Dornbach), 1924 benannt nach dem Geographen Friedrich Umlauft (1844–1923), Professor für Geographie an der Wiener Städtischen Lehrerakademie (ab 1875); er veröffentlichte zahlreiche Fachbücher, unter anderem „Die österreichisch-ungarische Monarchie: geographisch-statistisches Handbuch“ (1883) und „Handbuch der gesamten Alpenkunde“ (1887). Er beschäftigte sich auch mit den Wiener Straßennamen und publizierte das „Namenbuch der Stadt Wien: die Namen der Strassen und Gassen, Plätze und Höfe“ (1895). Umlauft war intensiv in der Volksbildung tätig; er war Mitbegründer der Wiener Urania und von 1899 bis 1910 ihr Direktor.[52][53]
- Urbangasse (Dornbach), 1877 benannt nach dem Minoritenpater Urban Mayer (Lebensdaten unbekannt); er gründete 1827 eine Stiftung für Arme.

## V
- Veletaweg (Dornbach, Kleingartenanlage Am Heuberg), 2016 benannt nach dem Politiker Josef Veleta (1930–2011); er war 1957–1965 Bezirkssekretär der SPÖ Hernals und 1965–1979 Bezirksvorsteher von Hernals. Von 1979 bis 1983 war er Stadtrat für Vermögensverwaltung, städtische Dienstleistungen und Konsumentenschutz, danach war er 1983–1986 Abgeordneter zum Nationalrat und 1986–1990 Mitglied des Bundesrats.
- Vera-Ferra-Mikura-Weg (Dornbach), 2004 benannt nach der Schriftstellerin Vera Ferra-Mikura (1923–1997); sie schrieb vorwiegend Kinder- und Jugendbücher. Nahezu alle ihre Kinderbücher sind gekennzeichnet durch einen magischen Realismus; Gesellschaftskritik wird nicht ausgespart. Bekannt wurde sie vor allem auch mit den Geschichten über die Stanisläuse.
- Verbindungsweg (Neuwaldegg, Kleingartenanlage „Hügelwiese“), 2008 benannt.
- Veronikagasse (Hernals), benannt (Datum unbekannt) nach einer Bildsäule der hl. Veronika, die von 1722 bis 1842 auf freiem Felde auf dem Weg von Altlerchenfeld nach Hernals stand; noch heute steht eine Veronikastatue in einer Nische des Häuserblocks Ecke Veronikagasse – Ottakringer Straße.
- Vollbadgasse (Dornbach), 1894 benannt nach einem 1861 errichteten Voll- und Wannenbad, das 1920 geschlossen wurde. Die Gasse hieß vorher Badgasse.

## W

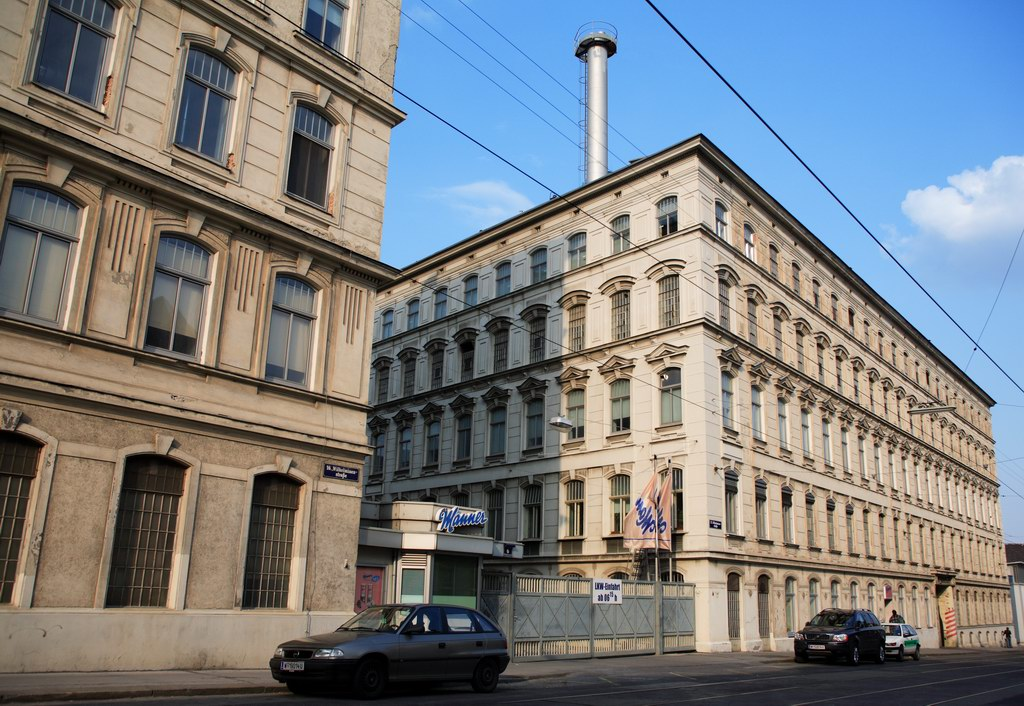
Wilhelminenstraße mit Manner-Werken

- Waldegghofgasse (Dornbach, Neuwaldegg), 1894 benannt einem früher hier bestandenen Hof. Der Kaiserliche Rat Stefan Agler erbaute hier ab 1530 ein Anwesen, das er Waldegg Hof bzw. Neuwaldegger Hof nannte, und das der Gemeinde Neuwaldegg seinen Namen gab. Aus dem Hof entwickelte sich das Schloss Neuwaldegg, das ab 1765 durch Franz Moritz von Lacy seine heutige Gestalt erhielt. Siehe auch Hameauweg und Lascygasse. Die Gasse hieß vorher Parkgasse.
- Waldhüttenweg (Dornbach), 1994 benannt nach dem Kleingartenverein „Waldhütte“.
- Waldrandweg (Neuwaldegg, Kleingartenanlage „Hügelwiese“), 2008 benannt nach seiner Lage am Rand des Wienerwaldes.
- Waldzeile (Neuwaldegg, Kleingartenanlage „Hügelwiese“), benannt (Datum unbekannt) nach ihrer Nähe zum Wienerwald.
- Wallishaussergasse (Dornbach), 1888 benannt nach den Verlegern und Buchdruckern Johann Baptist Wallishausser der Ältere (1757–1810) und seinem Sohn Johann Baptist Wallishausser der Jüngere (1790–1831). Wallishausser der Ältere kam 1782 aus dem deutschen Hechingen nach Wien und gründete einen Verlag mit eigener Druckerei in der Neuburgergasse (heute Plankengasse). Sein Sohn übernahm 1820 das Geschäft und verlegte es auf den Hohen Markt, später dann in die Josefstadt. Sein Sohn Johann Baptist Wallishausser III (1831–1904) erwarb 1857 eine Villa in Dornbach und stellte 1877 in Wien die ersten Litfaßsäulen auf. Die Wallishausser’sche Buchhandlung bestand unter wechselnden Eigentümern bis 1964.[54]
- Wanthalerweg (Dornbach, Kleingartenanlage „Herbeckhöhe“), 1954 benannt nach dem Wienerlieder-Komponisten Gustav Wanthaler (1808–1863).
- Wattgasse (Hernals), 1884 benannt nach dem schottischen Erfinder James Watt (1736–1819); er verbesserte den Wirkungsgrad von Dampfmaschinen durch Verlagerung des Kondensationsprozesses aus dem Zylinder in einen separaten Kondensator. Die physikalische Einheit Watt für die Leistung bzw. den Wärmestrom ist nach ihm benannt und ersetzt die „Pferdestärke“. Die Gasse hieß vorher im 17. Bezirk Bahngasse.
- Weidmanngasse (Hernals), 1894 benannt nach dem Schriftsteller Franz Carl Weidmann (1790–1867); er bereiste als Journalist und Reiseschriftsteller weite Gegenden der Habsburgischen Länder und verfasste im Auftrag Erzherzog Johanns mehrere statistisch-topographische Abhandlungen. Er etablierte sich als einer der produktivsten österreichischen Autoren von Reisehandbüchern. Sein 1859 publizierter „Neuester illustrierter Fremdenführer in Wien“ erlebte innerhalb eines Jahrzehnts 13 Auflagen. 1832 schuf er das „Panorama von Wien“ mit 52 Ansichten der Stadt. Zu den ab den 1840er Jahren entstehenden neuen Eisenbahnlinien der Monarchie legte er jeweils rasch ein entsprechendes Handbuch vor.[55] Daneben betätigte sich Weidmann auch als Theaterkritiker und Librettist. Die Gasse hieß vorher Wilhelmsgasse.
- Weißgasse (Hernals), 1894 benannt nach Michael Weiß (1802–1863), letzter Ortsrichter und erster Bürgermeister von Hernals. Die Gasse hieß vorher ab 1876 Gerlgasse und ursprünglich Petersgasse.
- Werfelstraße (Dornbach), 1949 benannt nach dem deutschböhmischen Schriftsteller Franz Werfel (1890–1945); er lebte 1917–1937 in Wien, seit 1919 als Freund und seit 1929 als Ehemann von Alma Mahler, der Witwe Gustav Mahlers. Er war Wortführer des Expressionismus und schrieb 1932–1933 „Die vierzig Tage des Musa Dagh“ sowie im US-amerikanischen Exil unter anderem „Das Lied von Bernadette“ und „Eine blassblaue Frauenschrift“ (beide 1941). Die Straße hieß 1939–1949 Iglauer Straße.
- Wichtelgasse (Hernals), 1894 benannt nach Benedikt Wichtel (1808–1868); er trat der Gemeinde den Grund für den Bau der Gasse ab. Die Gasse hieß im 17. Bezirk davor Schmerlinggasse.
- Wielemansgasse (Hernals), 1912 benannt nach dem Architekten Alexander Wielemans von Monteforte (1843–1911), Oberbaurat (ab 1888), bedeutender Vertreter des Späthistorismus; er baute unter anderem den Justizpalast (1881), die Pfarrkirche Breitenfeld (1893–1898), die Neuottakringer Kirche (1894–1898) und das Grazer Rathaus (1887–1895).
- Wildweg (Dornbach, Kleingartenanlage „Geistiger Arbeiter“), nicht amtliche Bezeichnung.
- Wilhelminenstraße (Hernals), 1872 benannt nach der Fürstin Wilhelmine von Montléart-Sachsen-Curland (1820–1895). Moritz von Montléart († 1887) erwarb ein Schloss auf dem Gallitzinberg und schenkte es seiner Frau Wilhelmine. Da seinem Wunsch nach Umbenennung von Gallitzinberg auf Wilhelminenberg amtlicherseits nicht entsprochen wurde, ließ der Fürst an allen Zugängen zum Schloss Tafeln mit der Aufschrift „Wilhelminenberg“ anbringen und erreichte somit eine indirekte Namensänderung (heute: Schloss Wilhelminenberg). Wilhelmine Montléart verteilte nach dem Tod ihres Mannes das Erbe unter ihren Verwandten und half Bedürftigen. Im Jahr 1888 spendete sie 150.000 Gulden (300.000 Kronen) zum Bau des Wilhelminenspitals. Dieses Krankenhaus war bis 2020 nach ihr benannt, ebenso wie Curlandgasse in Hernals und der Wilhelminenberg, die Wilhelminenstraße und die Montleartstraße in Ottakring. Nach ihrer Erzieherin sind der Paulinensteig und die Effingergasse in Ottakring und die Paulinengasse in Währing benannt, nach ihrer Schwiegermutter die Savoyenstraße in Hernals. Die Straße hieß früher Kaiserweg.
- Wilhelm-Stemmer-Weg (Dornbach), 1998 benannt nach dem Lehrer und Politiker Wilhelm Stemmer (1909–1984); er war von 1945 bis 1965 im Stadtschulrat tätig und erwarb sich Verdienste um den Wiederaufbau des Schulwesens. Von 1945 bis 1973 gehörte er als Hernalser Vertreter dem Wiener Gemeinderat und Landtag an, dessen Präsident er von 1965 bis 1973 war. 1957–1972 war er Mitglied des Vorstands der SPÖ Wien.[56]
- Winklergasse (Dornbach), 1884 benannt nach dem Unternehmer Michael Winkler (1822–1898); er organisierte ab 1862 das Häusernummerierungs-System der Wiener Straßen, bei der die Radialstraßen von der Stadtmitte weg und die Querstraßen im Uhrzeigersinn aufsteigend nummeriert werden, wobei die ungeraden Hausnummern der linken Straßenseite zugewiesen werden. Es wird auch als Winklersches System der Hausnummern bezeichnet. Winkler stellte als Schilderfabrikant auch die entsprechenden Schilder her.
- Wurlitzergasse (Hernals), benannt (Datum unbekannt) nach Paul Wurlitzer (1784–1857); er eröffnete 1852 die Gasse, und – nach jahrelangem Streit mit Matthias Gansterer – in einem Nebengebäude seines Wirtschaftshofes das erste Kaffeehaus in Ottakring; siehe auch die Gansterergasse im 16. Bezirk Ottakring.

## Z
- Zeillergasse (Dornbach), 1894 benannt nach dem Juristen Franz von Zeiller (1751–1828); Professor an der Universität Wien (ab 1782), Rektor (1803–1807). Er gilt als der Schöpfer des Allgemeinen Bürgerlichen Gesetzbuches von 1811. Trotz etlicher Novellierungen ist dies nach wie vor die Grundlage des österreichischen Zivilrechtssystems und damit neben dem französischen Code civil die älteste noch in Kraft stehende, von vernunftrechtlichen Gedanken geprägte Zivilrechtskodifikation. Zeiller war auch der Referent des 1. Teils des Strafgesetzbuchs von 1803. Die Gasse hieß vorher Schwarzenberggasse und Rosenhügelstraße.
- Zwerngasse (Dornbach), 1894 benannt nach einem Flurnamen, der sich auf zwern (= kreuz und quer) liegende Äcker bezieht. Die Gasse hieß vorher Augasse.

## Historische Straßennamen
- Albrechtskreithgasse: siehe Dürauergasse
- Allandgasse: siehe Kalvarienberggasse
- Alsbachstraße: siehe Jörgerstraße
- Am Linienwall: siehe Lerchenfelder Gürtel
- Andreasgasse: siehe Pretschgogasse
- Annagasse: siehe Lacknergasse bzw. Schumanngasse
- Antongasse: siehe Antonigasse
- Augasse: siehe Zwerngasse
- Badgasse: siehe Alszeile bzw. Vollbadgasse
- Bahngasse: siehe Wattgasse
- Berggasse: siehe Klampfelberggasse
- Bergmeistergasse: siehe Goldscheidgasse
- Beringgasse: siehe Josef-Moser-Gasse
- Dornbacher Straße: siehe Sandleitengasse
- Dürauergasse: siehe Liebknechtgasse
- Eberhartgasse: siehe Liebknechtgasse
- Eselhart hinter der Herren Als: siehe Eselstiege
- Feldgasse: siehe Steinergasse
- Ferchergasse: siehe Comeniusgasse
- Franzensgasse: siehe Ortliebgasse
- Franz-Karl-Straße: siehe Amundsenstraße
- Frauenfeldplatz: siehe Dr.-Josef-Resch-Platz
- Friedhofgasse: siehe Schultheßgasse
- Fuhrmanngasse: siehe Schellhammergasse
- Fürstengasse: siehe Lacknergasse
- Gebhartgasse: siehe Leopold-Ernst-Gasse
- Gemeindegasse: siehe Knollgasse
- Gerlgasse: siehe Weißgasse
- Gestättengasse: siehe Leopold-Ernst-Gasse
- Glasergasse: siehe Franz-Glaser-Gasse
- Grillparzergasse: siehe Horneckgasse
- Große Sackgasse: siehe Haslingergasse
- Gürtelstraße: siehe Hernalser Gürtel bzw. Lerchenfelder Gürtel
- Halmgasse: siehe Gilmgasse
- Haltergasse: siehe Andergasse
- Hauptgasse: siehe Hernalser Hauptstraße
- Hauptplatz: siehe Rupertusplatz
- Hauptstraße: siehe Dornbacher Straße, Gersthofer Straße, Hernalser Hauptstraße, Neuwaldegger Straße und Ottakringer Straße
- Hernalser Friedhofstraße: siehe Schultheßgasse
- Herrengasse: siehe Ortliebgasse
- Johannesgasse: siehe Lacknergasse bzw. Wichtelgasse
- Josefigasse: siehe Beheimgasse bzw. Leitermayergasse
- Kaiserweg: siehe Wilhelminenstraße
- Karlsgasse: siehe Pezzlgasse
- Karolinengasse: siehe Keylwerthgasse
- Kirchengasse: siehe Kalvarienberggasse
- Kirchenplatz: siehe Rupertusplatz bzw. St.-Bartholomäus-Platz
- Kleine Sackgasse: siehe Haslingergasse
- Konrathgasse: siehe Paul-Konrath-Gasse
- Kornstraße: siehe Korngasse
- Krongasse: siehe Nattergasse
- Laudongasse: siehe Schellhammergasse
- Leopoldigasse: siehe Leopold-Ernst-Gasse
- Lerchenfeldgasse: siehe Steinergasse
- Lessinggasse: siehe Klopstockgasse
- Mandlgasse: siehe Czartoryskigasse
- Marktplatz: siehe Johann-Nepomuk-Berger-Platz
- Mitterberggasse: siehe Schumanngasse
- Mühlgasse: siehe Jörgerstraße
- Nauseagasse: siehe Julius-Meinl-Gasse
- Neuwaldegger Straße: siehe Herbeckstraße
- Obere Annagasse: siehe Lacknergasse
- Obere Bergsteiggasse: siehe Bergsteiggasse
- Obere Hauptstraße: siehe Ottakringer Straße
- Oberwiedengasse: siehe Oberwiedenstraße
- Ottakringer Hauptstraße: siehe Ottakringer Straße
- Ottakringer Straße: siehe Güpferlingstraße
- Parhamerplatz: siehe Clemens-Hofbauer-Platz
- Parkgasse: siehe Waldegghofgasse
- Pelikangasse: siehe Lerchenfelder Gürtel
- Petersgasse: siehe Weißgasse
- Petersplatz: siehe Parhamerplatz
- Pezzlgasse: siehe Halirschgasse bzw. Rhigasgasse
- Pichlergasse: siehe Andergasse bzw. Müglendergasse
- Plankengasse: siehe Savoyenstraße
- Porteplatz: siehe Lerchenfelder Gürtel
- Pötzleinsdorfer Straße: siehe Kreuzwiesengasse
- Rosenhügelgasse: siehe Sautergasse
- Rosenhügelstraße: siehe Zeillergasse
- Rudolf-Goldscheid-Gasse: siehe Goldscheidgasse
- Salmansdorfer Straße: siehe Artariastraße
- Schmerlinggasse: siehe Wichtelgasse
- Schöffelgasse: siehe Lidlgasse
- Schottengasse: siehe Redtenbachergasse
- Schulgasse: siehe Kindermanngasse
- Schwarzenberggasse: siehe Zeillergasse
- Sterngasse: siehe Haslingergasse bzw. Wattgasse
- Stiftgasse: siehe Geblergasse
- Stiftsgasse: siehe Balderichgasse
- Tiefaustraße: siehe Artariastraße
- Tullner Straße: siehe Exelbergstraße
- Uniongasse: siehe Kulmgasse
- Untere Bachgasse: siehe Jörgerstraße
- Untere Bergsteiggasse: siehe Bergsteiggasse
- Währinger Gasse: siehe Ranftlgasse
- Weinberggasse: siehe Hildebrandgasse
- Weinhauser Straße: siehe Hormayrgasse
- Wiener Straße: siehe Dornbacher Straße
- Wilhelminenbergstraße: siehe Oberwiedenstraße
- Wilhelmsgasse: siehe Weidmanngasse
- Zeillergasse: siehe Sautergasse
- Ziehrergasse: siehe Rudolf-Bärenhart-Gasse

1938–1945
- Bergmeistergasse: siehe Goldscheidgasse
- Domesplatz: siehe Lorenz-Bayer-Platz
- Eckermanngasse: siehe Spinozagasse
- Iglauer Straße: siehe Werfelstraße
- Josef-Hackel-Gasse: siehe Antonigasse
- Lerchenfeldplatz: siehe Johann-Nepomuk-Berger-Platz
- Planettaplatz: siehe Parhamerplatz
- Wohlrabgasse: siehe Blumengasse